# Liste des épisodes d'Ultimate Spider-Man

Cet article présente la liste des épisodes de la série télévisée américaine d’animation Ultimate Spider-Man, diffusée par Disney XD.
| Saison | Épisodes | Diffusion en France | Diffusion en France |
| Saison | Épisodes | Premier épisode     | Dernier épisode     |
| ------ | -------- | ------------------- | ------------------- |
| 1      | 26       | 2 avril 2012        | 29 octobre 2012     |
| 2      | 26       | 21 janvier 2013     | 11 novembre 2013    |
| 3      | 26       | 8 septembre 2014    | 8 juin 2015         |
| 4      | 26       | 22 février 2016     | 9 janvier 2017      |

## Première saison (2012)
1. De grands pouvoirs
Spider-Man patrouille dans la ville de New York et combat le Piégeur, qu'il finit par neutraliser dans sa propre colle. C'est alors que l'héliporteur du SHIELD apparaît, et Nick Fury, le dirigeant de l'organisation propose à Spider-Man d'être entraîné par le SHIELD, ce qu'il refuse. Sous l'identité de Peter Parker, il se rend au lycée de Midtown où il retrouve ses amis Mary Jane Watson et Harry Osborn, mais aussi Flash Thompson... À  la cantine, trois des quatre Terrifics débarquent et menacent de détruire le lycée si Spider-Man ne se montre pas. Grâce à une bataille de nourriture, Peter s'éclipse discrètement et en tant que Spider-Man finit par battre les trois Terrifics. Ensuite, Peter retrouve sa tante May, avant de rendre visite à Harry à l'hôpital, qui a été sonné par les trois Terrifics. Après avoir réfléchi à ses actions, Peter se rend en tant que Spider-Man à l'héliporteur du SHIELD la nuit tombée, où Fury l'attend...
2. Grande responsabilité
Dans l'héliporteur, Spider-Man s'entraîne à combattre des robots, avant d'être chassé du vaisseau en toile-parachute. Au lycée, Mary Jane dit à Peter qu'elle veut rencontrer Spider-Man, et plus tard, dans l'héliporteur, Spider-Man fait la connaissance du Dr Connors, qui lui présente sa nouvelle moto baptisée Spider-Speed. Spidey essaie l'engin mais n'arrive pas à le contrôler et s'échappe de l'héliporteur à travers la ville. Heureusement, Poing d'Acier, Tigre Blanc, Powerman et Nova l'arrêtent, et Fury dit à Spider-Man de faire équipe avec eux, ce qu'il refuse. Plus tard, Spidey se fait attaquer par les trois Terrifics, mais ses nouveaux collègues arrivent et les terrassent après un long combat. De retour au lycée, Peter s'aperçoit que ses coéquipiers, Danny Rand, Luke Cage, Sam Alexander et Ava Ayala sont présents comme élèves et que l'agent Phil Coulson est le nouveau directeur du lycée...
3. Esprit d'équipe
Une dispute a lieu entre Peter et Sam au lycée et se poursuit dans l'héliporteur, et Spider-Man et Nova affrontent plusieurs robots, sous l'œil de leurs trois coéquipiers. Après cela, l'équipe est soumise à une corvée de nettoyage, puis lit la liste des criminels recherchés par le SHIELD. Nova décide de s'attaquer au Dr Fatalis en Latvérie, et Spider-Man et les autres s'y rendent en transporteur, en recevant un accueil explosif. Le docteur Fatalis apparaît alors, et Spider-Man et Nova l'achèvent et le ramènent dans l'héliporteur, le montrant à Fury. Mais là, Fatalis se sépare en plusieurs répliques et commence à attaquer l'héliporteur. Après s'être débarrassés des petits Fatalis, Spidey et son équipe atteignent le noyau énergétique du vaisseau et neutralisent Fatalis juste à temps. Après s'être faite réprimander par Fury, l'équipe reçoit un message glacial de la part de Fatalis, et Nova décide de l'attaquer...
4. Venom
Dans les tunnels du métro, Spider-Man tente d'échapper à un octobot au volant de sa Spider-Speed, et il parvient finalement à le détruire. De retour au lycée, Peter se fait entraîner par ses quatre coéquipiers loin de Harry, tandis que le Dr Octopus présente à Norman Osborn Venom, un organisme issu de Spider-Man. Les quatre coéquipiers de Peter se moquent de lui à cause d'une photo de Spidey, et plus tard, Harry organise une fête chez lui, et Peter et son équipe y prennent part. Seulement, aux toilettes, Peter et Flash se font attaquer par Venom, qui envahit Flash et attaque l'appartement, qui est évacué. Après cela, une bataille débute et Venom prend possession de Nova, puis Powerman et Poing d'Acier, avant d'envahir Spider-Man, mais ce dernier lui résiste et finit par l'éliminer grâce à ses électro-toiles. Pendant que Norman demande un nouveau Venom à Octopus, Peter se réconcilie avec Harry...
5. Une rencontre en acier
Spider-Man et son équipe combattent le Laser vivant, lorsque Iron Man arrive et l'éparpille à travers la ville, avant de discuter avec Fury et de proposer à Spider-Man de visiter ses usines Stark Industries le samedi, et c'est ce qu'il fait en s'y rendant. Là-bas, Iron Man offre l'armure Iron-Spider à Spidey, qui débarque alors durant un entraînement. Seulement, Spider-Man et son armure sabote la mission de son équipe en une semaine, et Fury envoie l'équipe sans Spider-Man combattre le Laser. Mais Iron-Spider revient, et le Laser prend d'abord le contrôle de l'armure de Spidey, puis de celle d'Iron Man, pour se rendre à Stark Industries. Spidey répare son armure puis avec son équipe débarque et libère Iron Man, puis Iron Man et Iron-Spider emprisonnent le Laser vivant dans une chambre d'éparpillement moléculaire. Peu après, à l'héliporteur, Fury laisse Peter s'occuper seul de son armure...
6. Un samedi au lycée
Tandis que Spider-Man et Tigre Blanc se battent contre Batroc, le docteur Octopus embauche Taskmaster afin qu'il lui ramène Spider-Man. Le lendemain, au lycée, Coulson présente aux élèves leur nouveau professeur de gym, Mr Jaeger, qui semble suspect à Peter. Durant la séance de gym, Peter fait tout son possible pour ne pas faire révéler sa vraie identité, et Flash, Harry et Danny doivent venir le lendemain, qui est un samedi. Le lendemain, Spider-Man et Tigre Blanc s'infiltrent dans le lycée et voient Flash et Harry fuyant Taskmaster. Danny combat Taskmaster, mais celui-ci le terrasse facilement grâce à sa mémoire photographique. Spider-Man affronte peu après Taskmaster qui lui fait une offre que Spidey refuse. Spider-Man et Tigre Blanc entraînent Taskmaster à la salle de gym et finissent par le vaincre avec de nouveaux mouvements, mais il s'enfuit et dit à Octopus que le lycée est un cul-de-sac...
7. Course au scoop
Mary Jane filme Spider-Man sur un building pour un concours du Daily Bugle, lorsque Hulk débarque et saccage tout sur son passage. Au fil des destructions que cause Hulk, Spider-Man sauve plusieurs personnes, toujours filmé par Mary jane. Spidey essaie alors de battre Hulk, sans succès et il se rend compte que Hulk se bat contre une créature qu'il appelle « Énergie-Man ». Spider-Man essaie de convaincre la police qu'Hulk n'est pas la menace, puis il décide de faire alliance avec Hulk pour battre Zzzax. Après lui avoir envoyé une bouche à incendie à la figure, Spider-Man et Hulk retrouvent Zzzax dans une station de métro et le combattent de nouveau. Finalement, le SHIELD débarque et Zzzax est vaincu grâce à une surcharge d'énergie, due au plan de Spidey. Ayant posté la vidéo sur le net, Mary Jane n'a pas gagné le concours, mais elle reçoit chez Peter un nouvel appareil photo du Bugle...
8. Le remplaçant
Alors que Peter est enrhumé et chez lui, il assiste à la télé à un combat entre un Spider-Man noir et L'Homme-dragon, duquel le Spider-Man noir sort vainqueur. Plus tard, Peter fait part de sa méfiance à ses coéquipiers et à Fury en disant qu'il s'agit de Venom, puis il essaie de parler au Spider-Man noir. Peter rentre ensuite au lycée, où Harry lui demande de le suivre. Il montre alors à Peter qu'il est le Spider-Man noir en sortant Venom, et Peter essaie de le raisonner, sans succès. Le soir venu, Spider-Man tente de suivre le Spider-Man noir, mais l'Homme-Dragon attaque Spider-Man. Le Spider-Man noir arrive et neutralise l'Homme-Dragon, avant de devenir violent. Spider-Man s'interpose et un combat s'engage avec Venom. Après un dur combat, Spider-Man parvient à libérer Harry de Venom en électrocutant le symbiote, et Harry le remercie. Mais peu après, Fury dit à Spider-Man qu'il cache des choses...
9. Au secours d'Odin
Alors que Peter et sa classe sont dans un musée, Danny lit l'inscription sur un rocher, et un géant de gel apparaît, la classe étant évacuée alors. Spider-man et ses coéquipiers combattent le géant jusqu'à ce que Thor arrive et le terrasse, mais se transforme en grenouille en touchant son collier. Alors Thor et Spider-Man et son équipe se rendent au monde d'Asgard, où ils combattent des géants de gel avant de se dégeler et de combattre Loki et ses géants, mais se retrouvent forcés à battre en retraite. Alors Thor et Spider-Man et son équipe rendent visite au Maître Nain, qui exige des excuses de Thor et fabrique après cela des armes aux héros, qui retournent combattre Loki, avec succès cette fois. Alors que Loki s'apprête à achever Odin, Spidey l'influence et Loki redonne sa forme à Thor qui l'achève. De retour sur Terre, Spider-Man et son équipe reçoivent une chèvre en cadeau...
10. Le monstrueux sortilège
Alors que Spider-Man patrouille, il voit une troupe de personnes dévaliser une banque, sous l'influence de Mesméro. Alors que Spider-Man tente de maîtriser des gens se jetant sur lui, Wolverine arrive et avec Spider-Man parvient à neutraliser Mesméro, avant que Fury n'arrive. Le lendemain, alors que Peter est en cours, il s'endort et se réveille dans le corps de Wolverine tandis que Wolverine se réveille dans le corps de Peter et lui dit qu'on a échangé leurs corps. Dans le corps de Wolverine, Peter est attaqué par Dents-de-sabre et s'enfuit pour rejoindre Wolverine dans le corps de Peter, qui vient de finir les cours. Ensemble, Spider-Man et Wolverine combattent tant bien que mal Dents-de-sabre et finissent par l'achever. Fury arrive alors et conduit les deux héros à l'héliporteur. Mesméro redonne leurs corps respectifs à Spider-Man et à Wolverine, puis Wolverine s'en va à bord d'un avion...
11. L'anti-Venom
Un mystérieux Spider-Man noir terrasse Batroc la nuit, et Peter l'apprend en se réveillant. Ayant des doutes sur le coupable, il demande à Harry où est Venom, mais Harry lui répond qu'il l'a détruit. Plus tard, Spider-Man sauve Norman Osborn de Venom qui a repris le contrôle de Harry. Durant une réunion, Fury ordonne à Spider-Man de ne pas arrêter Venom car il cache des choses, mais Spider-Man se bat quand même contre Venom jusqu'aux laboratoires d'Oscorp, où Venom attaque Norman. L'équipe de Spider-Man arrive aussi, mais Spidey les empêche d'agresser Venom, qui s'enfuit. Peu après, au lycée, Peter révèle à son équipe que Harry est Venom, puis Spidey fabrique un anti-Venom à partir d'un échantillon de Venom, tandis que son équipe retient Venom. Après un dur combat, Spider-Man injecte l'anti-Venom à Harry qui en est débarrassé. Spidey rend visite à Harry à l'hôpital, puis Norman donne l'ADN d'Harry à Octopus...
12. L'étrange Docteur Strange
Après que Peter soit sorti d'un mauvais rêve par Danny, ils constatent tous deux que tout New York est endormi. Ils se rendent alors tous deux chez le Dr Strange, qui les emmène au monde des rêves pour affronter le démon Cauchemar. Après un affrontement avec Cauchemar, Poing d'Acier se rend à K'un Lun en ouvrant une des portes du monde des rêves, accompagné de Spider-Man qui est éjecté de K'un Lun lorsque Poing d'Acier affronte un dragon. Le docteur Strange est finalement fait prisonnier par Cauchemar, qui fait apparaître devant Spider-Man sa maison ainsi que son défunt oncle Ben. Mais Spider-Man affronte sa peur et affaiblit Cauchemar, puis Poing d'Acier bat le dragon et Spider-Man, Poing d'Acier et le docteur Strange enferment Cauchemar dans un coffre. Après cela, Peter et Danny retournent au lycée de Midtown, où Sam, Luke et Ava les trouvent endormis...
13. Temps libre
Après que Spider-Man ait vaincu le Tourbillon, il prend son temps libre chez lui vu que sa tante May est partie, lorsqu'il aperçoit une micro-caméra du SHIELD l'espionnant. Il demande alors des comptes à Fury qui lui dit que cela fait partie de son contrat, puis il passe son temps aux montagnes russes. Soudain, le docteur Octopus l'attaque, et Spider-Man et lui se retrouvent dans une salle à miroirs, où Spider-Man est battu et s'évanouit. À son réveil, Spider-Man s'aperçoit qu'il est fait prisonnier par Octopus dans son laboratoire, et il se libère de son emprise, engageant alors un combat contre lui et contactant Fury. Durant le combat, une vitre du laboratoire de la base sous-marine est brisée, et Spider-Man bat Octopus, limogé par Norman, mais la base est inondée et Spidey s'évanouit. À son réveil, Spider-Man, qui est avec Fury et le Dr Connors, demande à Fury de retirer les caméras de sa chambre...
14. Le projet scientifique
Trois semaines auparavant, Peter et Luke s'étaient mis en binôme pour le projet scientifique du lycée, et un jour avant l'exposé, Spider-Man se bat contre Le Fléau. Le lendemain, après une dure bataille contre le Fléau, Peter se rend au lycée, où Luke lui dit qu'ils n'ont toujours pas d'exposé. Alors Peter se rend dans l'héliporteur du SHIELD et avec l'approbation du Dr Connors s'empare d'une « brique » molle et la ramène au lycée. Seulement, la brique s'échappe et grandit en avalant des matières inorganiques, et Coulson dit à Peter qu'il s'agit d'un androïde. Spider-Man et son équipe combattent alors l'androïde appelé Andy et l'empêchent d'avaler des objets, tout en neutralisant le Fléau grâce à lui. Finalement, Spider-Man bat Andy grâce au projet scientifique de glaciation d'Ava et Sam, le ramenant à sa forme initiale. Mais Spider-Man n'en a pas fini avec les problèmes d'étudiant...
15. Attaque de Zodiaque
Après que Spider-Man se soit entraîné comme un fou à l'héliporteur, il revient le soir pour l'entraînement, mais des soldats du Zodiaque l'attendent, et leur leader, Scorpio dit à Spidey que Fury est mort. Ne croyant pas à cela, Spider-Man s'enfuit par un conduit d'aération, et découvre un entrepôt d'ordures... Peu après, Spider-Man rampe dans un conduit, et Fury le contacte, puis Spider-Man se glisse à la salle des machines et annule le téléchargement des données, avant de se rendre à la salle médicale et e combattre plusieurs soldats du Zodiaque en route. Là, il libère Fury et tous deux s'arment et tandis que Spider-Man combat le Zodiaque sur le pont, Fury prend le contrôle de l'héliporteur et le submerge, puis combat Scorpio, qui se révèle être son frère Max Fury et s'enfuit, sans la clé. Fury interrompt juste à temps la destruction du vaisseau, et Spider-Man lui offre une étiqueteuse en cadeau...
16. Alerte au Daily Bugle
Après que Spider-Man, Nova, Poing d'Acier, Tigre Blanc et Powerman aient arrêté le Piégeur, ils sont convoqués à l'héliporteur du SHIELD, où Nick Fury leur donne pour mission de protéger le Daily Bugle et son patron Jameson du Scarabée. Seulement, sur le bâtiment du Daily Bugle, Spider-Man voit Mary Jane et l'accompagne au bâtiment en tant que Peter. Poing d'Acier et Powerman, puis Nova et Tigre Blanc, tentent en vain d'arrêter Mary Jane, qui rencontre Jameson. Dans une salle voisine, Spider-Man combat le Scarabée qui a neutralisé ses collègues, avant qu'ils n'arrivent quelques minutes après. Après que chacun ait tenté de neutraliser le Scarabée, Spider-Man et les autres l'emprisonnent dans un gros rouleau, mais il se libère avant d'être finalement battu. Lorsque Peter rejoint Mary Jane, celle-ci lui dit qu'elle n'a pas obtenu de poste au Daily Bugle, et les écrans du journal s'éteignent...
17. Jour de neige
Peter a droit à un réveil mouvementé dû à ses amis. Comme le lycée est fermé à cause de la neige et pour échapper à un entraînement du SHIELD, Spider-Man et ses coéquipiers se rendent sur une île paradisiaque pour passer du bon temps. À un moment, un garçon appelé Sandy apparaît, voulant jouer avec eux. Spider-Man et les autres jouent donc à cache-cache avec le garçon, lorsqu'un homme appelé Flint Marko surgit. N'aimant pas l'ambiance, Spidey et les autres se rendent au vaisseau, mais Sandy qui est aussi Flint se révèle être L'Homme-sable et envoie le triporteur à l'autre bout de l'île. Après plusieurs difficultés, Spidey et les autres s'enfuient à bord du vaisseau, mais arrivés à New York, ils voient l'Homme-sable surgir du vaisseau. Alors Spider-Man dit à Nova de le chauffer, parvenant ainsi à immobiliser l'Homme-Sable, pris en charge par le SHIELD, mais Peter et son équipe ont droit à une douche froide...
18. Le grand ménage
Spider-Man et son équipe combattent les Démolisseurs qui saccagent la ville de New York, puis s'enfuient. À ce moment, le transporteur du SHIELD arrive, et Fury dégrade Spider-Man et son équipe au rôle d'employés de nettoyage de SOS Dégâts, aux-côtés de Mac Porter. Durant le nettoyage, Spider-Man rétrécit Nova avec une des armes, puis enquête dans un bâtiment de la banque, qui s'effondre. À la suite de cela, Spider-Man et ses coéquipiers se remettent au travail, et le soir venu, Spider-Man s'infiltre dans le bureau de Mac avec Nova, avant d'en ressortir. Mais les Démolisseurs les surprennent au haut du building et engagent le combat, qui se poursuit au sol ave Spider-Man et toute son équipe, qui les terrassent, et Mac finit par les rétrécir. Finalement, Fury arrive et réhabilite les superhéros en tant qu'agents, et Mac remercie l'équipe pour son travail, mais Fury détruit sans le vouloir un building...
19. Mon ami Hulk
Peter se retrouve seul chez lui puisque sa tante s'absente pour de la randonnée. Il patrouille en tant que Spider-Man et tombe sur une capsule de laquelle sort Hulk, attaqué par un Phalanx. Spider-Man l'en débarrasse, mais Hulk s'évanouit à cause d'un mystérieux objet implanté sur son dos, et Spider-Man l'emmène chez lui. Chez lui, Peter doit s'occuper à la fois de sa tante qui est rentrée pour s'être foulé la main et de Hulk qui est difficile à contenir. À un moment, Peter envoie Hulk au sous-sol pour qu'il vomisse, puis il le rejoint en lui révélant qu'il est Peter Parker. Ensuite, l'organisme de Hulk éjecte l'objet, et Peter l'analyse avant que Spider-Man et Hulk ne détruisent des Phalanx. Les deux amis vont à un entrepôt, découvrant plusieurs Phalanx évolués qu'ils finissent par détruire avec des métaux. Ensuite, le SHIELD arrive et Fury propose à Hulk un toit, et Hulk l'accepte avec l'accord de Spidey.
20. Tour de cochon
Alors que Spider-Man patrouille, il est ensorcelé par un hot-dog qui lui a été donné par un soi-disant admirateur, qui n'est autre que Loki. Spider-Man est transformé en cochon et est pris en chasse par les trois meilleurs chasseurs d'Asgard, mais Thor arrive et le cache au lycée, où Spidey demande de l'aide à ses coéquipiers. Les trois chasseurs d'Asgard débarquent, mais le Spider-Cochon est protégé par son équipe, Coulson et Thor, et Spidey se réfugie avec son équipe à l'héliporteur du SHIELD. Seulement, les trois chasseurs arrivent sur leurs loups volants, et Spidey est défendu par son équipe, Thor et Coulson. Loki arrive et le Spider-Cochon se fait capturer par un chasseur, mais le soir arrive et Spidey est relâché, la chasse étant finie. Loki veut se venger, mais Spidey ayant repris sa forme normale le terrasse. Loki s'enfuit, et Spider-Man est humilié par des photos de lui en Spider-Cochon...
21. Premier rôle
Spider-Man se bat contre le Piégeur et révèle qu'il est Peter au théâtre. Mais pour comprendre, une semaine plus tôt, une pièce de théâtre sur Spider-Man a été mise sur pied au lycée par Coulson et Mary Jane, et après les auditions, Flash a été choisi pour jouer Spider-Man. Il se promène alors dans les rues en compagnie de Peter et se vante devant une caméra du Bugle, mais le Piégeur le surprend, et Peter est obligé d'aider Flash à distance pour le mettre en fuite. Après cela, une semaine est passée, et Flash demande à Peter de jouer son rôle, mais Peter lui redonne confiance. Mais Flash est piégé par le Piégeur, et Peter en tant que Spider-Man combat le Piégeur, sur le plateau même du théâtre, et finit par le coller dans sa propre colle. Après cela, Peter fait son solo musical et révèle son identité, puis Flash arrive sur la scène et le remercie, avant de jouer son propre solo musical...
22. Il est minuit, Docteur Octopus
Alors que Peter est chez Harry, une attaque survient et Peter, sous l'identité de Spider-Man, se défend avec Norman Osborn contre une armure d'Iron Man vide. Après avoir terrassé cette armure, Spider-Man se rend chez Tony Stark qui se défend en tant qu'Iron Man contre trois armures. Avec l'aide de Spidey, il parvient à les neutraliser, mais l'octobot ayant piraté les fichiers sur les armures s'échappe par les conduits et rejoint le laboratoire d'Octopus... Pendant ce temps, Spider-Man rejoint Iron Man et Norman Osborn dans l'héliporteur, et après une analyse du tentacule arraché par Spidey, le docteur Octopus attaque la salle équipé d'une armure et capture Harry et Norman. Spider-Man renfile l'armure d'Iron-Spider et combat le docteur Octopus. Avec Iron Man, ils parviennent tous deux à le battre. Spider-Man doute de l'honnêteté de Norman Osborn, qui plus tard a emprisonné le docteur Octopus...
23. Hasard et stratégie
Après que Spider-Man et son équipe se soient entraînés avec Captain America, celui-ci va discuter avec Coulson et Fury et laisse son bouclier dans la salle. Mais Spider-Man le lance, et le bouclier rebondit sur Iron Man, le Piégeur, la tante May, avant d'atterrir dans l'ambassade de Latvérie, où se trouve Fatalis qui s'en empare. Spider-Man vient réclamer le bouclier, mais une tête chercheuse se met à sa poursuite. Heureusement, Captain America arrive et détruit le missile, et Spider-Man et Captain entrent tous deux dans l'ambassade, où ils combattent plusieurs robots, avant de découvrir que Fatalis voulait attaquer les États-Unis. Ils retrouvent Fatalis qui allait s'échapper, mais ils l'en empêchent et Spidey et Captain se battent donc contre Fatalis à Central Park, avant que le SHIELD ne débarque et l'arrête, Fatalis rendant le bouclier. Mais dans l'héliporteur, Coulson lance par accident le bouclier...
24. L'attaque du scarabée
Dans un restaurant cinq étoiles, le Scarabée combat Spider-Man et vise sa tante May... Mais pour comprendre cela, quelques heures auparavant, le principal Phil Coulson a une réunion scolaire suspecte avec tante May, que Peter espionne. Plus tard, Coulson invite tante May à dîner avec lui dans un restaurant de New York, et Peter tante de saboter la soirée en tant que Spider-Man, mais Coulson le surprend avant qu'ils ne se fassent tous deux attaquer par le Scarabée. Le Scarabée vise May, mais Spidey engage le combat contre lui, et Coulson évacue la tante May, mais le Scarabée la kidnappe. Alors Spider-Man et Coulson le traquent en Spider-Speed jusqu'au musée aéronaval, où la tante May s'est échappée. Spider-Man et Coulson se battent tous deux contre le Scarabée, qui est neutralisé par un avion à réaction. À la suite de cela, Peter dit chez lui à sa tante de vivre sa vie, et elle s'en va avec Coulson...
25. Révélation
Alors que Peter, Harry et Norman Osborn fêtent les bulletins de notes, Peter est rappelé par son équipe et s'en va, puis Norman s'en va aussi. Dans un entrepôt d'Oscorp, Spider-Man combattent les quatre Terrifics, qui lâchent des octobots tueurs et s'en vont. Les héros viennent à bout de ces octobots, mais Spider-Man a disparu. Lorsqu'il se réveille, il est dans le laboratoire du docteur Octopus, qui est en train de synthétiser un mélange des ADN de Venom et de Spider-Man, puis Norman arrive et révèle à Spidey qu'il l'a toujours pourchassé, lorsque Octopus lui injecte le double ADN. Alors que les coéquipiers de Spider-Man arrivent, Norman se transforme en Bouffon Vert et achève Octopus, puis il s'en prend aux coéquipiers de Spidey, qui veut faire raisonner le Bouffon, sans succès et celui-ci s'enfuit après l'avoir achevé. Plus tard, Spider-Man dit à Fury qu'il doit s'occuper seul du Bouffon Vert...
26. L'attaque du bouffon vert
Alors que Harry et Spider-Man se rendent au lycée, Harry est attaqué par le Bouffon Vert, et Spider-Man et son équipe essaient de le neutraliser, après quoi Spidey révèle à Harry que c'est son père. Seulement, Spider-Man et son équipe ont bien du mal avec le Bouffon, qui poursuit Harry jusqu'à ce qu'il soit transféré dans l'héliporteur avec Spidey et les autres. Seulement, le Bouffon Vert débarque dans l'héliporteur et essaie d'influencer Harry, avant qu'il ne soit évacué de là, tandis que le Bouffon s'échappe et s'empare de nouveaux équipements, blessant Connors après avoir retiré les moteurs de l'héliporteur, en chute libre. Alors que tous les agents du SHIELD sont évacués, le vaisseau coule et Spider-Man affronte le Bouffon et Harry, redevenu Venom. Après un bref combat, Harry s'en débarrasse puis le Bouffon s'échappe, et Spidey sauve tout le monde. Après cela, Peter héberge ses coéquipiers chez lui le soir.

## Deuxième saison
1. Le Lézard 
Spider-Man et son équipe combattent le docteur Octopus et le mettent en fuite. Peu après, Spider-Man et son équipe retournent chez eux, et Peter décide finalement de se rendre au laboratoire du Dr Connors pour réparer ses lanceurs de toile. Après la réparation, le Dr Connors présente à Spider-Man les sérums d'ADN animal, avant de se faire attaquer par des octobots d'Octopus. Alors que Spider-Man est bloqué sous une poutre en acier, le Dr Connors s'injecte de l'ADN de lézard, fait repousser son bras droit et sauve Spider-Man, mais il se transforme peu après en créature reptilienne qui se lance à la poursuite d'Octopus. Arrivé là-bas, un combat s'engage entre le Lézard et Spider-Man et Octopus, qui s'enfuit peu après. L'équipe de Spidey débarque et retient le Lézard, tandis que Spidey fabrique un antidote et redonne sa forme normale au Dr Connors, qui est pris en charge par le SHIELD...
2. Electro
Dans New York, Spider-Man se bat contre Electro et le fait disparaître dans un écran du Daily Bugle. En rentrant chez lui, Peter et son équipe se retrouvent avec une coupure de courant de la ville sur les bras, et Electro apparaît sur les objets électroniques en disant qu'il a pris le contrôle de l'électricité de New York. Alors Spider-Man et son équipe se rendent au centre-ville par leurs propres moyens, et après quelques problèmes avec des civils finissent par retrouver Electro à Times Square. Après un bref combat, Electro va dévaliser la banque fédérale mais Spider-Man et les autres sont sur ses talons et lui proposent de prendre le contrôle de l'électricité mondiale, ce qu'il fait. Mais Electro n'arrive pas à contrôler ses multiples formes électriques en combattant Spider-Man et les autres et retrouve sa forme normale, sonné. Puis Peter et les autres rentrent chez Peter, avec une nouvelle panne de courant...
3. La vengeance d'Alex 
Aux installations chimiques d'Oscorp, Spider-Man et Powerman sauvent des employés des flammes, lorsqu'un monstre apparaît et éjecte Spider-Man et Powerman. Au lycée, Flash brutalise un jeune garçon nommé Alex, et Peter et Luke s'interposent. Peter dit à Alex qu'il faut qu'il parle de ce problème, et le soir venu, Spider-Man et Powerman patrouillent près des entrepôts d'Oscorp. Soudain, Le Rhino apparaît et après un bref combat blesse Powerman et s'enfuit. Ayant traqué le Rhino la nuit entière, Peter rentre fatigué au lycée et voit la voiture de Flash détruite. Peter a des doutes sur Alex, puis il découvre en tant que Spidey qu'il est le Rhino, qui commence à poursuivre Flash jusque chez lui. Spider-Man empêche le Rhino d'agresser Flash, puis Powerman arrive guéri et balance une citerne au Rhino, qui redevient Alex et est pris en charge par le SHIELD. Enfin, Flash s'excuse auprès d'Alex avant son embarcation.
4. Kraven le Chasseur 
Lors d'une séance d'entraînement de Spider-Man et son équipe, Tigre Blanc s'affole et s'échappe à travers la ville, avant de redevenir normale. Mais le lendemain, elle redevient sauvage et échappe au contrôle de Spider-Man et de son équipe, qui disparaît mystérieusement. Spider-Man avertit l'agent Coulson de ce qui se passe, et Coulson lui dit que Tigre Blanc tire ses pouvoirs de l'amulette du Tigre, qui lui a été donnée par son père. Spider-Man se rend le soir à Central Park où il trouve ses coéquipiers endormis et Tigre Blanc en train de combattre Kraven le chasseur, l'homme ayant tué son père. Après que Tigre Blanc ait révélé son passé à Spider-Man, elle se bat contre Kraven qui lui vole l'amulette et devient d'abord sauvage, avant de devenir 100% animal. Heureusement, Tigre Blanc reprend l'amulette et Spider-Man et Tigre Blanc achèvent Kraven. Tigre Blanc remercie alors Spidey avant d'être taquinée par Nova...
5. Une journée en duo
Spider-Man se rend au hangar du SHIELD au New Jersey, où un nouvel héliporteur est en construction. Soudain, le Scarabée attaque Spider-Man, mais Œil-de-faucon le met en fuite avec Fury. Plus tard, Fury dit à Spider-Man qu'il doit s'allier à Œil-de-faucon pour combattre le Scarabée, et les deux nouveaux associés se rendent alors à New York pour le traquer. Mais c'est le Scarabée qui les trouve en premier, et un combat s'engage dans lequel Spider-Man et Œil-de-faucon se retrouvent collés l'un à l'autre. Après quelque temps, le Scarabée perd leur trace et retourne au hangar du SHIELD, et Spider-Man et Œil-de-faucon le traquent en taxi. Arrivés là-bas, les deux accolytes combattent le Scarabée qui involontairement les sépare, ce qui permet à Spider-Man et à Œil-de-Faucon de le combattre plus facilement, et ils finissent par le terrasser. Fury remercie les deux héros, qui se retrouvent à nouveau collés...
6. Les adversaires 
Alors que Spider-Man s'entraîne avec son équipe, il reçoit un appel du Dr Connors qui le presse de le rejoindre chez le Octopus, et Spider-Man se rend en solo dans une base submergée de l'Hudson. Là il se retrouve à combattre les Sinister Six (le Docteur Octopus, Kraven le chasseur, le Rhino, Electro, le Scarabée et le Lézard). Après un combat, Spider-Man s'échappe dans les tunnels et incite le Lézard à redevenir le Dr Connors, mais Octopus le contrôle et le combat reprend contre les Sinister Six. À la suite d'une maladresse du Rhino, Spider-Man et ses ennemis se combattent sur la terre ferme, et Spider-Man appelle ses coéquipiers à le rejoindre grâce au Daily Bugle. Alors que Spider-Man combat de nouveau, son équipe le rejoint finalement et ensemble, ils terrassent leurs ennemis, mais le Lézard s'échappe dans les égouts, s'étant libéré d'Octopus. Enfin, Fury félicite Spidey pour son travail.
7. Spider-man à Boston 
Fuyant les huées de New York et pendant que son équipe et tante May sont partis dans un parc aquatique, Spider-Man se rend à Boston, où il se voit remettre la clé de la ville par le maire. Après des applaudissements, Spider-Man visite son nouveau laboratoire et fait la connaissance de Oli Osnick, un jeune fan de Spidey ayant fabriqué ses équipements, mais Spidey lui dit que le travail de superhéro est risqué. Durant toute la journée, Spider-Man arrête trois malfaiteurs sans difficultés. Mais le lendemain, il se fait attaquer par les trois Terreurs de Boston, ainsi que par l'Araignée d'Acier, qui n'est autre qu'Oli. Mais Spidey réussit à le convaincre d'être du bon côté, et Spider-Man et l'Araignée d'Acier combattent les trois Terreurs et les neutralisent. Finalement, Spider-Man retourne à New York, retrouve son équipe et apprend que l'Araignée d'Acier est devenu le nouveau héros de Boston.
8. Carnage 
Spider-Man se bat contre le Bouffon Vert et finit dans les débris d'un immeuble, avant d'en être sorti par son équipe. Plus tard, Peter est dans la voiture d'Harry, lorsque le Bouffon vert attaque les deux jeunes et kidnappe Peter pour l'emmener à son laboratoire. Là, le Bouffon vert injecte Venom à Peter, qui évolue et devient Carnage. Carnage se rend à l'appartement de Harry et attaque violemment l'équipe de Spider-Man, avant qu'Harry ne récupère le symbiote et redevienne Venom. Spidey suit Venom et fait alliance avec lui pour battre le Bouffon vert. Ainsi, Spider-Man et Venom neutralisent le Bouffon, mais Spidey empêche Venom de le tuer et s'en va. Peter apparaît alors et fait en sorte qu'Harry se débarrasse de Venom, et l'équipe de Spider-Man fait fuir le Bouffon vert, qui commençait à douter de Peter. Le symbiote de Venom est récupéré par le SHIELD, et Peter et Harry sont redevenus amis...
9. Alerte Intrusion
Spider-Man combat le Grizzly et grâce à l'aide de son équipe, il parvient à le terrasser. De retour chez lui, Spider-Man constate que ses coéquipiers se comportent bizarrement et en voyant du monde dehors comprend qu'il va y avoir une fête. Spider-Man se rend alors avec Nova à la cave et Nova désactive le protocole de sécurité du SHIELD, mais l'alerte intrusion se déclenche, fermant la maison, et Spider-Man et Nova combattent un robot qui était la chaudière, avant de venir en aide à Tigre Blanc, Poing d'Acier puis Powerman qui se battent également contre les systèmes de sécurité. Finalement, après avoir détruit un robot réfrigérateur, Spidey détruit les systèmes de sécurité, mais la maison se détruit. Heureusement, le SHIELD apporte une copie de la maison, et Peter invite ses amis à un petit pot de départ chez lui puisqu'ils vont désormais habiter dans le nouvel héliporteur du SHIELD...
10. On a marché sur la lune 
Alors que Spider-Man et son équipe s'entraînent dans le nouveau triporteur du SHIELD, les alarmes retentissent, et Spider-Man et son équipe sont envoyés sur la lune, à la station spatiale du Daily Bugle Télécommunication. Là, l'équipe se sépare, et Spidey et ses deux coéquipiers trouvent John Jameson qui leur explique la situation et leur présente des pierres précieuses, mais il se transforme soudain en loup, attaquant Spider-Man et son équipe. Une fois l'équipe au complet, Spider-Man et les autres tentent de s'échapper avec l'astroporteur, mais sans succès car il se crashe. Un nouveau combat commence alors entre Spider-Man et son équipe et l'homme-loup. Spidey tente de raisonner John en lui disant de reprendre le contrôle. Finalement, Spidey détruit avec l'épée du loup la pierre violette à John, qui reprend sa forme normale et est pris en charge par le SHIELD à son retour sur Terre...
11. Les spider-mouchards 
Spider-Man se bat contre le Fléau et lui installe un spider-mouchard puis Iron Man lui vient en aide, mais le Fléau s'enfuit quand Spidey désobéit à Iron Man. Plus tard, Spider-Man se rend à Stark Industries, lorsque deux robots l'attaquent. Finalement, Spidey et Iron Man les détruisent, et Tony renvoie Michael, mais celui-ci disparaît dans un éclat de lumière. En partant, Spider-Man met à jour son spider-mouchard et combat de nouveau le Fléau, terrassé par le spider-mouchard qui se duplique. Spider-Man se rend de nouveau à Stark Industries, où Iron Man combat une accumulation de spider-mouchards, qui se révèlent être en fait Michael, qui se fait maintenant appeler le Grouillement. Finalement, Spider-Man et Iron Man parviennent à le battre grâce à Spidey qui reprend le contrôle sur ses spider-mouchards. Spider-Man s'excuse auprès d'Iron Man, qui lui donne un balai pour nettoyer les dégâts...
12. Les mini-héros 
Spider-Man et son équipe patrouillent dans une décharge sous-marine pour retrouver Thor, mais une mystérieuse armure géante les transforme en minuscules héros. Une fois au triporteur du SHIELD, Spider-Man et ses coéquipiers sont soumis à des tests, avant d'être mis en crèche. Là, Spidey découvre qu'il y a un autre enfant, qui se met à parler de Thor. Spider-Man comprend de qui il s'agit, lorsque Loki prend sa véritable apparence et quitte la crèche. C'est alors que Thor apparaît aussi sous une forme d'enfant, et il combat avec Spider-Man et son équipe l'armure du Destructeur, qui s'échappe du triporteur. Alors Spider-Man et son équipe ainsi que Thor le suivent et après que Loki ait pris le contrôle de l'armure, ils se réfugient dans un magasin de jouets et séparent le noyau du Destructeur de l'armure, et chacun retrouve sa forme normale. Loki veut reprendre le noyau mais se transforme en enfant...
13. Le voyage de Poing d'Acier
Alors que Spider-Man et Poing d'Acier s'entraînent au kung fu, un mystérieux ninja attaque Poing d'Acier, mais Spider-Man l'en débarrasse. Seulement, un vieillard en toge apparaît, et Poing d'Acier dit au revoir à Spider-Man et monte en voiture. Spider-Man le suit dans son avion jusqu'à K'un Lun, et Spidey se fait attaquer par Scorpion, mais le Grand Maître de K'un Lun interrompt la bataille. Plus tard, Danny explique à Spider-Man qu'il est à K'un Lun pour y accomplir son destin de roi, mais devient aveugle. Danny choisit alors Spider-Man pour faire face à Scorpion lors de son épreuve. L'épreuve commence, et après que Spider-Man ait affronté des sables mouvants et combattu sans succès Scorpion, le Grand Maître le déclare vainqueur. Scorpion attaque alors Danny mais celui-ci le terrasse grâce à un nouveau poing d'acier, et le Grand Maître lui permet de rester une année de plus au monde extérieur...
14. L'incroyable Spider-Hulk 
Après s'être battu contre Batroc, Spider-Man est convié par le SHIELD à assister à une manipulation mentale de Hulk par Mesméro au triporteur. Seulement, la manipulation ne se passe pas comme prévu, et Spider-Man se réveille dans le corps de Hulk et commence à semer la panique dans le triporteur. Après avoir libéré Mesméro, Spidey dans le corps de Hulk se retrouve propulsé dans New York et contacte Peter, dans lequel se trouve Hulk. C'est alors que la Chose débarque et se bat avec Hulk, le battant. Mais Spider-Man réagit, et un grand combat débute, avant qu'Ava n'emmène Hulk qui est dans le corps de Peter se battre. Sur le pont de l'Hudson, Hulk et Spider-Man se battent contre la Chose manipulée par Mesméro, puis Spidey dans le corps de Hulk capture Mesméro, qui échange les corps des deux héros et les remet normalement. Après cela, Hulk s'en va, le SHIELD gardant un œil sur lui...
15. Lycée en Danger 
Alors que Mary Jane et Harry aident Peter a rattraper ses cours, ils se retrouvent coincés avec Stan dans le lycée, et Coulson disparaît. Ils découvrent dans une salle de classe des traces de griffes et Peter profite de ce moment pour devenir Spider-Man, mais le Lézard l'attaque. Heureusement, Stan le met en fuite. Afin de rétablir les connexions électriques, Spider-Man et les autres se rendent dans un couloir souterrain, mais le Lézard revient et engage un combat contre Spidey, avant de s'emparer d'Harry. Puis, Spider-Man s'en va seul dans un autre couloir du SHIELD, suivi peu après de Stan et Mary Jane, mais le Lézard s'empare de Mary Jane. Peu après, Spidey et Stan découvrent un laboratoire secret, et tandis que Stan sauve Mary Jane, Spidey sauve Coulson et Harry et tente de rendre le cerveau du Lézard 100% humain, sans succès et il s'enfuit. Le lendemain, Stan dit à Peter qu'il s'est montre héroïque face au Lézard...
16. Jeux de mots, jeux de héros
Après que Spider-Man ait patrouillé et que Deadpool se soit battu, Spider-Man rallie l'héliporteur pour s'entraîner et fait la connaissance de Deadpool, qui révèle qu'il doit retrouver la liste d'identités secrètes dérobée par l'agent McGuffin, et Spidey s'embarque dans cette mission. S'étant emparés d'un avion d'Iron Man, Spider-Man et Deadpool se rendent sur les lieux où se trouve Taskmaster, mais des soldats ennemis les attaquent et Spider-Man et Deadpool les affrontent tout en s'étant éjectés de l'avion. Une fois les deux héros au sol, Taskmaster apparaît mais Deadpool le terrasse facilement, puis les deux héros entrent dans le bâtiment et Spidey s'empare du fichier des identités secrètes, puis engage un combat contre Deadpool qui lui révèle que c'est lui qui a volé ce fichier mais se l'ait fait voler par Taskmaster. Après lui avoir raconté son passé, Deadpool se retire, laissant Spider-Man...
17. Le retour du bouffon vert
Spider-Man et son équipe parviennent à battre le Bouffon Vert, qui est enfermé dans le triporteur, mais Spidey n'a pas l'esprit tranquille. Au triporteur, Fury lui dit qu'il veut envoyer le Bouffon sur sa base lunaire. Entretemps, le Bouffon Vert libère un morceau de Venom, qui va s'associer à un autre morceau de Venom et fusionne avec tous les agents du SHIELD qu'il croise. Spider-Man quitte alors le docteur Octopus et combat alors Coulson et Fury sous l'emprise de Venom. Spider-Man enfile peu après l'armure d'Iron-Spider, va chercher Octopus aux prises avec le Bouffon Vert et Venom, et il l'embarque pour qu'ils puissent fabriquer un anti-Venom. Mais le Bouffon Vert débarque, fusionné avec Venom, et Spidey le distrait avant de lancer l'anti-Venom une fois prêt. Alors que le Bouffon redevient Norman, Octopus s'enfuit et Spider-Man éjecte Venom dans l'espace, puis il annonce plus tard à Harry les nouvelles...
18. Les Gardiens de la Galaxie 
Alors que Peter sort un sac poubelle, il découvre un étrange raton laveur dans sa poubelle, qui entraîne Nova et Peter dans l'espace. Là, Spider-Man, Nova et Rocket Raccoon sont pris en chasse par plusieurs vaisseaux, avant d'être capturés par un plus grand. Dans ce vaisseau, Spider-Man et ses deux amis se battent contre des aliens Chitauri puis libèrent les Gardiens de la Galaxie Starlord, Gamora et Drax, qui commencent à se battre contre toute une horde de Chitauri menés par Korvac. Ensuite, les Gardiens de la Galaxie tentent sans succès de prendre le contrôle du vaisseau, puis Nova et Spider-Man décident d'arrêter ensemble la menace pesant sur la Terre. Tandis que Spidey et les autres Gardiens avec Groot se battent, Nova arrête le rayon de matière noire, faisant exploser le vaisseau. Il décide après cela de rejoindre les Gardiens, mais Spider-Man le retrouve avec son équipe sur Terre le lendemain...
19. L'antre du scorpion 
Dans la base de Scorpio, Fury, Coulson, Spider-Man et Powerman combattent des soldats du Zodiaque pour reprendre le sérum de super-soldat. Grâce à une intervention du triporteur du SHIELD, une ouverture est pratiquée dans le volcan et Spidey et Powerman entrent et combattent d'autres soldats du Zodiaque. Soudain, Powerman aperçoit dans un écran ses parents, qu'il croyait morts, et il raconte alors son passé à Spider-Man avant de continuer à combattre des soldats du Zodiaque. Après cela, Spider-Man s'empare de la clé de Zodiaque mais provoque la désintégration progressive de la base. Retrouvant Powerman, ils débarquent tous deux à l'endroit où se trouvent les parents de Luke, mais Scorpio intervient, voulant la clé. Après un dur combat durant lequel Socrpio gonfle sous l'influence du sérum, Spidey et Powerman se débarrassent de lui et Luke retrouve ses parents, à la joie de Fury et des autres...
20. Jeu dangereux
Après un entraînement avec les LMD qui a failli mal tourné, Fury convoque Spider-Man et son équipe pour leur annoncer qu'Arcade a pris le contrôle des robots LMD. Seulement, Captain America débarque et détruit le faux Fury, qui n'était qu'un LMD. Désobéissant alors aux ordres de Fury, Spider-Man accompagne Captain et tous deux se rendent en vaisseau, non sans difficultés, à un endroit mal famé. Dans un immeuble, Spidey et Captain retrouvent Wolverine et tous trois combattent des répliques d'eux-mêmes, avant de combattre trois répliques de Hulk. Après cela, Spider-Man, Captain America et Wolverine combattent un Sentinelle, puis des robots volants et une tête géante robotique, mettant ainsi fin au jeu d'Arcade, qui était à une lettre de décrypter le message du code nucléaire et ainsi provoquer une Troisième Guerre mondiale. Contactant les héros, Fury constate avec surprise que Spidey a capturé Arcade...
21. Blade  
Envoyés par Fury au cimetière, Spider-Man et son équipe combattent avec Blade des ombres vampires, et les terrassent. Blade révèle à Spidey que ces monstres ont été envoyés par Dracula, et Fury et Coulson confirment à Spider-Man au triporteur que Dracula existe bel et bien et qu'il veut s'emparer de la moitié de l'Ankh de Tekhamentep que possède Blade. À la suite de cela, Blade prend la carte du muséum d'histoire naturelle et s'y rend seul, mais il est suivi par Spider-Man et son équipe. Arrivés là-bas, Blade et les autres constatent que l'autre moitié de l'Ankh est en place, mais Spidey s'en empare et des vampires s'attaquent à eux, avant que Dracula n'apparaisse et après un dur combat mesmérise les coéquipiers de Spider-Man, qui s'attaquent à lui et à Blade. Mais la lumière fait fuir Dracula et ses nouveaux serviteurs, et plus tard, Fury adjoint à Spidey une équipe de monstres, les commandos hurlants...
22. Les commandos hurlants 
Alors que Spider-Man s'entraîne avec le Loup-Garou, N'Kantu la Momie Vivante et le monstre de Frankenstein, ils se font attaquer par Dracula et les coéquipiers de Spider-Man, qui disparaissent après s'être emparés de l'Ankh. Après que Spidey ait rendu visite à sa tante May avec ses nouveaux coéquipiers et que Blade les aient rejoints, ils s'embarquent dans le monster truck volant et se rendent en Transylvanie, où l'Homme-Chose les rejoint. Dans le château, Spider-Man et les commandos hurlants se font attaquer par Dracula et ses sbires ainsi que par les amis de Spidey, mais Spider-Man les libère. Spider-Man et ses coéquipiers récupèrent l'Ankh, et Dracula fuit à la lumière du jour, mais N'Kantu grandit en volant l'Ankh et dévaste New York. L'Homme-Chose terrasse la Momie et détruit l'Ankh, et N'Kantu retrouve sa forme. Plus tard, au triporteur, Spidey découvre que l'Homme invisible était présent...
23. Iron Patriot 
Alors que Norman Osborn, Harry et Peter jouent aux échecs, Peter et Norman partent, et Spider-Man voit que Norman est devenu un superhéro, Iron Patriot. Spidey suit alors Norman, et tous deux vont combattre les quatre Terrifics, et finissent par les terrasser. Spider-Man a des doutes sur les intentions de Iron Patriot et se bat contre lui, mais ses doutes se dissipent lorsque Iron Patriot sauve des gens, et il explique à Spidey qu'il veut être un meilleur père pour Harry. Le lendemain, Fury demande des comptes à Spider-Man pour Iron Patriot, puis le soir venu, Spider-Man et Iron Patriot se font attaquer par des Spider-Soldats venomisés, et Norman révèle à Spider-Man que c'était son projet, repris par Octopus. Après les avoir combattus, Spidey et Iron Patriot sauvent Harry d'un ascenseur en chute libre, et au triporteur, après que Norman se soit expliqué avec Fury, Spidey joue aux échecs avec Fury...
24. Le retour de l'homme sable 
Alors que Spider-Man est dans le labo du triporteur, Andy y met le feu et libère l'homme-sable. Après que Fury ait expliqué à Spidey et à ses coéquipiers que l'homme-sable est entraîné par le SHIELD, Fury rappelle à Spider-Man ses responsabilités, et Spider-Man et l'homme-sable, vêtu d'une combinaison, se rendent à Stark Industries pour arrêter le Grouillement, et l'homme-sable finit par le battre sans combinaison. Plus tard, Spider-Man parle avec Poing d'Acier à propos de l'homme-sable, et plus tard, Spider-Man et l'homme-sable battent Batroc, mais l'homme-sable perd le contrôle à cause de Jameson et devient énorme. Les coéquipiers de Spider-Man arrivent alors, et Nova passe Andy à Spider-Man, qui l'envoie à l'intérieur de l'homme-sable. Andy l'avale et le recrache dans sa combinaison, et l'homme-sable est pris en charge par le SHIELD, tandis que Fury dit à Spidey qu'il a bien agi en croyant en l'homme-sable.
25. Le retour des Sinistres Six 
Spider-Man et Iron Patriot poursuivent le Lézard en armure dans les égouts, et après un âpre combat réussissent à le mettre en fuite. Plus tard, au triporteur, Spider-Man synthétise un sérum pour guérir le Dr Connors, et à la nouvelle qu'une attaque a lieu à Ryker's Island, Fury envoie Spider-Man, son équipe et Iron Patriot sur les lieux, où les Sinister Six en armure (le Docteur Octopus, Kraven le chasseur, le Rhino, Electro, le Scorpion et le Lézard) les attendent. Le combat commence donc, et Spider-Man est malmené par les Sinister Six, mais son équipe ainsi qu'Iron Patriot lui prêtent main-forte. Seulement, les Sinister Six ont l'avantage, et alors que Iron Patriot se fait écraser, Spider-Man guérit le Dr Connors, mais Octopus transforme de nouveau Norman en Bouffon Vert. Le Bouffon terrasse alors Octopus avec Spidey, puis s'enfuit dans un transporteur du SHIELD, avec les coéquipiers de Spider-Man...
26. Le gaz du bouffon vert 
Avec sa Spider-Speed, Spider-Man cherche ses coéquipiers, lorsque l'épave de l'héliporteur sort de l'Hudson avec le Bouffon en armure, et Spidey découvre alors que ses coéquipiers sont devenus des Bouffons. Après un bref combat, Spider-Man s'enfuit mais ses coéquipiers l'attaquent. Heureusement, Coulson sauve Spider-Man et lui donne un antidote créé par Connors, avant que Spidey ne retourne dans le « vaisseau de l'enfer », où le Bouffon Vert lui révèle qu'il veut transformer toute la ville en Bouffons, puis les amis de Spidey l'attaquent. Spider-Man leur injecte l'antidote en leur rappelant leurs actions, puis revient chez le Bouffon, qui lance son gaz, mais le SHIELD l'arrête, et Spider-Man et son équipe, guérie, le combat. Le Bouffon tente de s'enfuir, mais Spider-Man l'achève. Le lendemain, Spider-Man a droit à un grand accueil, puis Iron Man, Captain America et Thor lui proposent de devenir un Avenger...

## Troisième saison: Web-Warriors
1. Spider-Man l'Avenger - Première partie 
Spider-Man et son équipe neutralisent le docteur Octopus quand les Avengers débarquent et emmènent Spider-Man avec eux. Après un entraînement dans leur tour, les Avengers font visiter les lieux à Spidey et lui donnent sa carte de membre. Spider-Man combat alors avec sa nouvelle équipe contre Fin Fang Foom, Attuma et Batroc. Pendant ce temps, Loki s'allie au docteur Octopus et venomise plusieurs monstres des neuf mondes... Puis Loki attaque et échange son corps avec Spidey, et va se montrer avec ce corps chez Octopus pour effectuer un prélèvement. Pendant ce temps, Spidey dans le corps de Loki se fait battre par les Avengers, puis se met à la recherche de Loki, qui a ramené les monstres dans la ville. Alors que les Avengers combattent tant bien que mal ces monstres, Spider-Man retrouve Loki, et l'échange de corps a lieu de nouveau, au moment où les Avengers arrivent...
2. Spider-Man l'Avenger - Deuxième partie
Les Avengers attaquent Spider-Man, qui fuit et se réfugie au lycée, mais son ancienne équipe l'attaque aussi. Il réussit cependant à leur expliquer la situation, et les anciens coéquipiers de Spidey le défendent contre les Avengers, qui comprennent leur méprise. Après cela, Spider-Man et les Avengers combattent les monstres venomisés et libèrent Hulk et Thor, puis Spidey et son ancienne équipe se rendent dans la base sous-marine du docteur Octopus et le combattent, sans succès. Loki de son côté transforme la tour des Avengers à son image mais Spider-Man et ses coéquipiers battent le docteur Octopus et les monstres venomisés, qu'ils libèrent et renvoient à Asgard. Loki enlève l'armure d'Octopus avant d'être terrassé par les Avengers et renvoyé à Asgard, puis le soir venu, Iron Man dit à Spidey de suivre sa voie, et Spider-Man rejoint son ancienne équipe.
3. L'agent Venom 
Alors que Spider-Man patrouille, il découvre un morceau de Venom sur un écran, lorsque le Scorpion venomisé l'attaque. Flash tente en tant que Scarlet Spider d'aider Spider-Man, et Spidey retire Venom du Scorpion, qui est pris en charge par le SHIELD. Le lendemain, Flash arrive au lycée en combinaison de foot américain, lorsque le Scarabée attaque Peter et Flash. Spider-Man protège Flash en l'enfermant dans un cul-de-sac avant de combattre le Scarabée. Mais Flash apparaît vénomisé et dépouille le Scarabée de ses armes, les absorbant. Au port, Flash retient prisonnier le Scarabée puis combat Spider-Man, qui doute de son contrôle sur Venom, lorsque Taskmaster arrive. Spider-Man et Flash neutralisent Taskmaster et le Scarabée. Au triporteur, le Dr Connors dit que Venom a trouvé son hôte parfait en Flash, qui est surveillé avant de s'entraîner, alors que Spidey doit former une équipe de nouveaux guerriers...
4. Les pouvoirs de Dormammu 
Alors que Spider-Man et Poing d'Acier s'entraînent, Fury leur ordonne de recruter l'Épée mais pas la Cape, lorsque la Cape attaque les deux héros et absorbe Poing d'Acier, avant de disparaître. L'Épée s'attaque à Spider-Man puis s'associe avec lui, et ils se rendent chez le docteur Strange, attaqué par des sbires de Dormammu, qui contrôle la Cape. Avant d'être absorbé lui aussi, Strange confie ses pouvoirs à Spider-Man, qui va avec l'Épée dans la dimension noire de Dormammu. Là, Spider-Man libère la Cape de l'emprise de Dormammu. Poing d'Acier, Tigre Blanc puis Strange, d'abord contrôlés par Dormammu sont finalement libérés, et Spidey s'empare du Siège Périlleux. Les héros combattent alors Dormammu et grâce à la Cape, les héros retournent dans le monde réel. Après cela, Spidey propose sans succès à la Cape et l'Épée de travailler pour le SHIELD, et retrouve ses deux amis...
5. Nouvelle recrue 
Après avoir goûté avec sa tante May, Spider-Man vient après Écureuillette battre le Fléau, et Fury lui ordonne de la recruter, elle ainsi que Amadeus Cho. Au lycée, Peter expose une nouvelle armure d'Iron-Spider qui intéresse Amadeus... Stan embarque l'armure, mais Spidey découvre qu'il s'agit de Taskmaster et il le combat avec l'aide de Nova et Powerman, avant que Taskmaster ne soit achevé par Iron-Spider, qui n'est autre qu'Amadeus. Amadeus affronte Spidey et ses amis avant de s'enfuir. Peu après, il est accosté par Taskmaster, mais Spider-Man arrive et le combat, recevant aussi l'aide d'Amadeus, mais Taskmaster implante une puce à l'armure, qui combat Spidey tandis que Nova et Powerman affrontent Taskmaster. Finalement, Taskmaster est battu et s'enfuit, et Amadeus reprend le contrôle de l'armure et est emmené au triporteur, devant former avec l'agent Venom la nouvelle équipe...
6. Le Vautour 
Après avoir sauvé un voleur kidnappé par le Vautour, Spider-Man pénètre dans une tour et découvre un laboratoire secret, ainsi que le Vautour qui l'attaque. Il révèle à Spider-Man qu'il n'a plus de souvenirs, puis part à la recherche de Norman Osborn. Avant lui, Spider-Man se rend chez Oscorp, où il trouve Harry et fait des recherches sur les expériences génétiques du docteur Octopus, mais le Vautour débarque et emporte Harry. Spidey dit au Vautour que c'est Octopus qui l'a rendu ainsi, et tous deux se rendent alors au triporteur, où Octopus prend le contrôle du Vautour qui le fait évader et s'enfuit. Spidey revient à la tour et combat le Vautour et Octopus, mais le Vautour reprend le contrôle et achève Octopus, qui est pris en charge par le SHIELD. Spider-Man propose au Vautour de rejoindre les New Warriors, mais il refuse et est accosté par Taskmaster, tandis que Peter se rend chez Harry...
7. Ka-Zar et son frère 
Dans la Terre sauvage, Spider-Man et Wolverine combattent un dinosaure puis se font attaquer par Ka-Zar, mais les deux héros lui expliquent tout puis se mettent à la recherche de son « frère » Zabu, un tigre à dents de sabre. Ils le retrouvent prisonnier d'une cage et sont emprisonnés par Taskmaster et Kraven, qui partent avec Zabu après que Kraven ait transformé Spider-Man en créature arachnéenne, qui  affronte Wolverine et Ka-Zar avant de s'enfuir, tandis que Kraven et Taskmaster veulent accomplir un rite d'immortalité avec Zabu. Après avoir neutralisé Spider-Man avec un putois, Wolverine, Ka-Zar et Spidey, guéri, s'élancent dans New York à la poursuite de Taskmaster et Kraven, mais leur vaisseau s'écrase. Les ayant retrouvés, Ka-Zar et Spider-Man puis Wolverine combattent leurs ennemis et libèrent Zabu. Ka-Zar accepte de rejoindre la nouvelle équipe, et Wolverine quitte Spider-Man...
8. Nouvelle équipe
Spider-Man et son équipe s'entraînent avec les New Warriors au triporteur lorsque Taskmaster et les Thunderbolts (la Cape, l'Épée et le Vautour) les attaquent et la Cape envoie les amis de Spidey sur une île déserte. Après un bref combat, les Thunderbolts libérent les prisonniers du triporteur, et le Bouffon Vert, le docteur Octopus, le Scorpion et le Scarabée combattent Spidey et les New Warriors, qui battent en retraite. Octopus, le Scorpion et le Scarabée tentent de s'enfuir, mais le Vautour ramène leur vaisseau vers le triporteur et un combat s'engage entre les Thunderbolts, le Bouffon et les New Warriors, alors que le triporteur se divise. Spider-Man sauve la Cape d'une chute et la Cape et l'Épée s'allient à Spidey. Les New Warriors combattent Octopus et Spidey va combattre Taskmaster, mais le Bouffon s'empare du Seuil du péril et s'enfuit. Peu après, Fury présente à Spidey et aux autres le Triskélion...
9. Univers parallèles (Première partie) 
Dans l'épave de l'héliporteur, Spider-Man surprend le Bouffon Vert discutant avec Electro, puis il l'enferme dans le Seuil du péril et ouvre un portail. Spidey essaie de l'en empêcher mais tous deux sont propulsés dans un univers alternatif futuriste. Après avoir pris ses repères, Spider-Man se rend dans une tour, où Spider-Man 2099 l'attaque, mais Spidey lui explique tout, lorsque le Bouffon les attaque. Après un bref combat, le Bouffon prélève l'ADN de Spider-Man 2099 et s'enfuit, et Spider-Man le suit après avoir équilibré la tour. Spidey se retrouve dans un autre univers dans lequel Spider-Girl l'attaque, mais Spider-Man lui explique tout, tandis que le Bouffon trouve Norma Osborn... Peu après, le Bouffon et Norma déguisée en Bouffon attaquent les deux héros, et le Bouffon s'enfuit après avoir pris l'ADN de Spider-Girl et l'avoir prêté à Norma, qui devient un monstre. Après l'avoir terrassée, Spider-Man quitte Spider-Girl...
10. Univers parallèles (Deuxième partie)  
À la poursuite du Bouffon, Spider-Man se retrouve dans un univers des années 1930 dans lequel le Bouffon conduit un fourgon de banque, lorsqu'il se fait attaquer par Spider-Man Noir, qui est peu après sauvé par Spidey, qui lui révèle les faits. Les deux héros essaient à nouveau d'arrêter le Bouffon, sans succès, et Spider-Man Noir révèle son histoire à Spider-Man avant une nouvelle traque. Le Bouffon contrôlant un dirigeable, les deux héros sauvent les gens présents à l'intérieur et combattent le Bouffon qui s'empare quand même de l'ADN de Spider-Man Noir et s'enfuit, et Spider-Man quitte Spider-Man Noir et Mary Jane, se retrouvant dans un univers cartoonesque avec Peter Porker qui lui révèle son histoire, lorsque le Bouffon débarque. Après une bataille hilarante, Spider-Man et Spider-Cochon le terrassent, mais le Bouffon vole trois poils à Spider-Cochon et s'enfuit, suivi par Spidey qui quitte Spider-Cochon, et Iron Mouse...
11. Univers parallèles (Troisième partie) 
Traquant le Bouffon, Spider-Man atterrit dans un univers médiéval et débarque dans la cité de York, où les habitants le font prisonnier. Heureusement, Spider-Chevalier sauve Spider-Man, mais le Bouffon débarque, s'empare de l'ADN de Spider-Chevalier et s'enfuit, alors que Spider-Chevalier et Spider-Man terrassent un krakken robotique, et l'alchimiste qui le commandait est fait prisonnier. Grâce à la magie de Merlin, Spider-Man retourne dans le portail poursuivre le Bouffon et se retrouve dans un univers identique au sien, où le Bouffon traque un Spider-Man noir et rouge, que Spider-Man sauve tandis que le Bouffon combat le Bouffon de cet univers. Miles Morales se présente à Spider-Man et lui montre au cimetière que le Peter de son monde est mort, lorsque le Bouffon de son univers les attaque. Le Bouffon Vert s'empare de l'ADN de Miles et s'enfuit, et le Bouffon ailé est battu, puis Spidey continue sa traque...
12. Univers parallèles (Quatrième partie)
Revenu dans son monde, Spider-Man retourne dans l'héliporteur où il surprend le Bouffon en train de s'injecter électriquement les ADN des Spider-Men. Spider-Man arrache les câbles, mais le Bouffon l'appelle par son prénom, Peter et l'attaque rapidement, avant de se transformer en Spider-Bouffon. Alors que Spidey se fait battre par son ennemi, il fait venir tous les Spider-Men avec le Seuil du péril, formant ainsi les Web-Warriors. Les Web-Warriors combattent le Spider-Bouffon et lui redonnent l'apparence de Norman Osborn grâce à Electro, qui se libère du Seuil du péril et transforme l'héliporteur en robot géant, attaquant la ville. Les Web-Warriors s'attaquent alors au robot et Spider-Girl et Spider-Cochon l'envoient dans l'espace tandis que Spidey bat Electro. Après cela, les Spider-Men retournent dans leurs univers respectifs, et le lendemain, après que Peter et Harry aient rendu visite à Norman, Spidey explique son aventure à Fury.
13. Le retour des Gardiens de la Galaxie
Spider-Man et Nova patrouillent et s'embarquent dans le vaisseau des Gardiens de la Galaxie, qui s'écrase, mais Rocket Raccoon redresse le vaisseau. Après cela, les Gardiens expliquent à Spidey et Nova que Titus veut s'emparer du casque de Nova pour sa puissance. Après cela, les Gardiens se séparent et Spidey, Nova et Rocket Raccoon dérobent un générateur d'omnium au triporteur, lorsque Titus et ses sbires Chitauri attaquent le triporteur. Tous les Gardiens de la Galaxie apparaissent alors et combattent les aliens Chitauri, tandis que Spider-Man et Rocket Raccoon réparent le vaisseau avec le générateur d'omnium, mais le vaisseau de Titus apparaît. Alors les héros se réfugient dans leur vaisseau, traqué par celui de Titus, et Nova, en pleine puissance, détruit le vaisseau de Titus. Spider-Man, Nova et les Gardiens terrassent Titus, et les Gardiens quittent Spider-Man et Nova...
14. L'académie du SHIELD
Après être sorti une dernière fois du lycée de Midtown, Peter se rend en tant que Spider-Man au Triskélion, où il rejoint ses coéquipiers et Nick Fury qui inaugure l'académie du SHIELD avec des drones. Après les cours de superhéros avec Whizzer, Spider-Man espionne Iron-Spider qui se rend dans la salle des archives, et tous deux y trouvent une mystérieuse enveloppe robotique sans vie. Durant la séance suivante, les superhéros ont cours avec Captain America, Whizzer et Hawkeye. Spidey et Iron-Spider vont de nouveau aux archives et réveillent involontairement ce qui se révèle être Arnim Zola, qui s'échappe. Après avoir demandé des informations à Whizzer, Spidey se rend avec Iron-Spider, Venom et Power Man dans les sous-sols où ils affrontent les synthézoïdes d'Arnim Zola avant de terrasser le vilain avec l'aide de Whizzer. Mis au courant, Fury sermonne Spider-Man avant qu'il ne rejoigne ses coéquipiers...
15. Rhino le dévastateur
Spider-Man rejoint avec l'agent Venom le Dr Connors et le Rhino au triporteur, où Connors révèle au Rhino qu'il ne peut plus redevenir humain. Furieux, Rhino se libère et encorne Spidey et Venom qui se révèle à lui comme étant Flash, s'éjectant tous trois du triporteur. Le Rhino chute violemment dans New York et Spider-man et Venom tentent de le raisonner, sans succès et le Rhino saccage la ville. Hulk débarque alors et un combat violent s'engage entre lui et le Rhino, jusque dans un stade de hockey dans lequel Venom est sonné par les deux colosses. Après avoir amené Venom au triporteur, Spidey rejoint Hulk et le Rhino dans les tunnels où il essaie de les arrêter sans succès avec une armure Hulkbuster. Mais les paroles de Spider-man apaise le Rhino, qui sauve le tunnel de l'inondation et accepte de rejoindre les New Warriors, après que Flash et lui se soient excusés. C'est ainsi que le Rhino rejoint l'académie.
16. Ant-Man
Spider-Man se rend au Triskélion où il assiste à un cours de Ant-Man, lorsqu'une alarme mobilise les héros, qui tentent alors d'arrêter le docteur Octopus. Soudain, Fury attaque les héros, qui le maîtrisent. Tandis que l'équipe de Nova traque Octopus, Spidey, Ant-Man et Power Man sont injectés par Iron-Spider dans le corps de Fury dans un spider-traceur miniaturisé pour détruire les micro-octobots qui le contrôlent. Après avoir combattu les globules blancs et des microbots d'Octopus qu'ils envoient brûler dans l'acide gastrique, Spidey et Power Man, ayant laissé Ant-Man se débarrasser des microbots, remontent au cerveau et tentent de détruire le micro-octobot d'Octopus. Après avoir pris contrôle du corps de Fury et avoir désactivé la bombe du noyau nucléaire du Triskélion, Spider-Man et les autres sauvent Fury et sortent juste à temps de son corps. Fury est enfin diagnostiqué normal.
17. Une nuit bien remplie
Après une séance d'entraînement avec Hawkeye, Spider-Man, Power Man et Ecureuillette sortent du Triskélion pour acheter des burritos, mais ils sont attaqués par un Shocker hypnotisé, qu'ils battent. Par la suite, Spidey et ses coéquipiers battent Batroc également sous hypnose, qui voulait voler des portables. Ensuite, Spider-Man et les autres découvrent Mesméro, qui envoie des civils sous hypnose combattre les trois héros, qui s'échappent sur le toit d'un immeuble avant de se rendre dans le building des télécommunications, où ils combattent Shocker, le Grizzly et Boomerang hypnotisés. Au haut du building, Spidey et Power Man combattent Mesméro et ses sbires, ainsi qu'Ecureuillette, hypnotisée, qu'ils finissent par terrasser, et Mesméro libère la ville de son emprise. Le jour levé, Power Man et Ecureuillette, suivis par Spider-Man, retournent au Triskélion, avec Spidey qui amène des burritos...
18. Menace de guerre
Spider-Man, épaulé par Triton, un Inhumain, neutralise l'Homme de Métal. Plus tard, au SHIELD, Medusa, une Inhumaine, annonce que la cité d'Attilan déclare la guerre aux Humains, et après que Triton se soit fait accuser d'espion par Fury, Spidey et Triton se rendent à la cité des Inhumains, tandis que Fury arme le triporteur. Au palais de la famille royale, Maximus attaque les deux héros, qui s'enfuient dans un aqueduc. Peu après, Spider-Man et Triton se font attaquer par Karnak et Gueule d'Or, tandis que Maximus engage la descente d'Attilan sur New York. Les deux héros libèrent ensuite Flèche Noire, lui aussi hypnotisé, avant d'être ensuite confrontés au-dehors par la famille royale des Inhumains, contrôlés par Maximus. Spidey et Triton battent Maximus et Gorgon, hypnotisé, libèrent la famille royale, et Spider-Man attache Flèche Noire à un building et le roi des Inhumains renvoie Attilan dans les cieux.
19. Spider-Man contre Arnim Zola
Sortant de deux mauvais rêves, Spider-Man se libère d'un tube d'Arnim Zola, et en parle aux autres qui ne le croient pas, avant de finalement terrasser un synthézoïde. Spider-Man va alors parler de ce qui lui est arrivé à Fury, mais il se révèle qu'il est également un synthézoïde, et Arnim Zola dit à Spidey que plusieurs agents dans le Triskélion ont déjà été remplacés. Spider-Man trouve alors d'autres de ses coéquipiers, qui l'attaquent, étant des synthézoïdes, puis il va trouver Iron-Spider et Poing d'Acier. Dans les couloirs, Iron-Spider, puis Poing d'Acier distraient les synthézoïdes pour aider Spidey qui va trouver Venom, le Rhino, la Cape, l'Épée et Tigre Blanc pour combattre les synthézoïdes d'Arnim Zola dans les sous-sols. Tigre Blanc se révèle être un synthézoïde, et l'Épée disparaît. Au-dehors, Arnim Zola a pris le contrôle du triporteur, et il détruit le Triskélion, quittant Spider-Man...
20. La Revanche D'Arnim Zola
Grâce à la Cape, Spider-Man, Venom et le Rhino sont téléportés dans le triporteur, où ils affrontent des synthézoïdes de Zola et la Cape disparaît. Spider-Man rejoint avec Venom et le Rhino qui se disputent la salle du réacteur, où ils combattent tant bien que mal et éteignent l'enveloppe robotique de Zola. Puis ils vont trouver les tubes où sont retenus les autres, mais Arnim Zola réapparaît, contrôlant un robot géant. Spidey et ses deux coéquipiers combattent le robot géant, mais Zola enferme Venom et Rhino et capture Spidey qui arrachait les câbles, le combattant dans sa réalité virtuelle. Venom et le Rhino se libèrent et sortent le corps de Spidey du robot, tandis que Spider-Man réussit à battre Zola. Spidey s'empare ensuite de l'armure d'Iron-Spider pour désactiver totalement Zola, et il bat enfin le vilain, les autres étant revenus à eux. Bien plus tard, le Triskélion est reconstruit, et les héros y font leur retour...
21. Halloween au musée
Après avoir combattu Shocker, Spider-Man se rend au Musée pour Halloween afin de visiter l'exposition sur Camelot, mais le gardien l'empêche d'entrer, alors que Jessie et les enfants Ross s'infiltrent en douce. Les enfants font tomber l'épée d'une statue, libérant une aura maléfique qui surprend Spidey. Morgan la Fée apparaît alors, voulant plonger le monde dans les ténèbres. Spider-Man et Jessie fuient Morgan qui ensorcèle le Musée, et Spider-Man doit lutter contre un vers de terre géant, le gardien transformé en Jack O'Lantern, des hommes des cavernes, et diriger un squelette de dinosaure à travers le musée tout en protégeant Jessie. Morgan réapparaît et transforme Kipling le lézard en dragon que Spidey et les enfants tentent de distraire, tandis que Jessie combat Morgan avec l'épée et la fait disparaître en remettant l'épée en place. Le jour levé, Spidey emmène Jessie et les enfants au triporteur...
22. Le cauchemar de Noël
Après avoir combattu Shocker qui braquait une banque à Noël, Spider-Man se rend au Triskélion où il constate que tous ses amis sont absents. Alors qu'il se lamente, Spidey chute de la tour et se retrouve à combattre les Enforcers qui s'enfuient dans un camion d'Oscorp. Spidey les rattrape et les bat, reprenant le contrôle du camion, mais il chute dans la rivière et combat de nouveau Shocker, après quoi il abandonne son costume de Spider-Man. Après une chute dans une bouche d'égout, Peter se réveille dans le futur, riche patron des Industries Parker. Il va combattre en tant que Spidey Sa Majesté le Bouffon Vert qui lui révèle avoir détruit les Avengers et le SHIELD, et il finit par le vaincre. C'est alors que Cauchemar apparaît, et Spider-Man finit par le battre dans les flammes, puis est réveillé par Nova. Plus tard, Peter est chez sa tante May avec ses amis pour les fêtes, ne voulant rien changer au présent.
23. Le Tournoi des Champions - Première partie
Constatant que la ville est bien calme, Spider-Man se rend en tant que Peter au rendez-vous avec sa tante, mais celle-ci disparaît, de même que tous les habitants et il va en tant que Spidey à la tour des Avengers, où il doit combattre le Scarabée, l'Abomination et Skurge avant d'être téléporté dans le vaisseau du Collectionneur. Là, le Collectionneur et son frère le Grand Maître lui expliquent le Tournoi des Champions devant opposer les gentils aux méchants du Grand Maître, et Spider-Man est mis en équipe avec Iron Man et Hulk contre Kraven, l'Homme de Métal et le Roi des Wendigos. Hulk est finalement battu par un poison de Kraven et Iron Man est brûlé par l'Homme de métal. Après avoir réfléchi, Spidey met hors jeu le Roi des Wendigos, puis bat l'Homme de métal dans la rivière ainsi que Kraven au corps à corps. Mais sous la menace du Grand Maître, Spidey doit continuer de jouer le Tournoi des Champions...
24. Le Tournoi des Champions - Deuxième partie
Le Collectionneur choisit Spider-Man pour la deuxième manche du tournoi pour s'emparer du drapeau contre l'homme-sable, mais il est rapidement rejoint par Captain America, Hulk Rouge et Poing d'Acier, qui battent le vilain. Mais Ymir et Blastaar apparaissent, et pendant la poursuite, Captain America est gelé en apesanteur, puis après avoir pris le drapeau, Hulk Rouge est écrasé par Ymir et Poing d'Acier est retiré après avoir éliminé Blastaar. Spider-Man électrocute Ymir et gagne, puis il joue le jeu suivant avec Power Man, Black Widow et Skaar contre Octopus, l'Homme Absorbant et Zzzax. Pendant le combat, le Grand Maître ajoute des inondations et des civils, et après que Zzzax ait été battu, les héros sauvent les civils. Après avoir sauvé sa tante, Spidey bat Octopus, mais les météores terrassent Power Man et Skaar puis Spidey détruit les lampes de changement, et Black Widow bat l'Homme Absorbant, l'équipe remportant la partie...
25. Le Tournoi des Champions - Troisième partie
Alors que Spider-Man discute avec le Collectionneur, le Grand Maître arrive et Spidey doit affronter Annihilus, Terrax et Attuma, avant de rejoindre Thor, Venom et Iron-Spider. Alors que le combat continue, Spidey va trouver des LMD au Triskélion, puis revient et fait diversion avec les LMD tandis qu'il part avec Venom et Iron-Spider à bord d'un transporteur jusqu'au vaisseau du Grand Maître pour libérer les otages. Dans le vaisseau, Spider-Man et ses deux coéquipiers introduisent un fichier d'autodestruction, et alors que le jeu continue, se rend au lieu où sont retenus les otages. Avec l'aide de MODOK et du Leader qui activent le téléporteur, Spidey libère les otages alors que le Grand Maître débarque. Alors que tante May appelle Spidey par son prénom Peter et s'en va aussi, Spider-Man et ses deux coéquipiers sont aussi téléportés dans New York, où le Grand Maître proclame sa victoire et élève la ville dans les cieux...
26. Le Tournoi des Champions - Quatrième partie
Le Grand Maître ayant remporté le Tournoi et détenant New York comme vaisseau, Spider-Man est avec le Collectionneur dans son vaisseau et le convainc d'affronter son grand frère, ce qu'il fait en revenant dans la ville. Spidey et le Collectionneur affrontent Octopus, Skurge et l'Homme Absorbant, et Spidey sauve sa tante May qui voulait tenir tête aux vilains, avant de libérer les superhéros et de proposer au Grand Maître de jouer lui-même. Au port, Spidey et le Collectionneur discutent des sentiments lorsque le Grand Maître apparaît et un combat s'ensuit entre le Collectionneur, Spider-Man et son équipe de superhéros et le Grand Maître. Après un grand combat, Spider-Man rejoint par le Collectionneur affronte le Grand Maître et le bat. Le lendemain, le Grand Maître et le Collectionneur s'en vont tandis que Nova revient, et après avoir discuté avec sa tante May, Spider-Man l'emmène à travers la ville sur sa toile!

## Quatrième saison: Vs Les Sinister 6
1. Hydra passe à l'attaque - Première partie 
Après avoir goûté, patrouillé et terrassé le docteur Octopus avec Iron-Spider et Venom, Spider-Man se voit au triporteur devenir élève instructeur du SHIELD grâce à Fury. Mais à l'aide d'un nano-robot, le docteur Octopus prisonnier manipule Swarm en faisant changer la structure du triporteur avec. Spidey et Fury affrontent Octopus, bientôt aidé par des soldats bouffons, avant de leur échapper. Finalement sauvés par Venom puis Iron Spider, les héros sont de nouveau confrontés à Octopus qui révèle son alliance avec Arnim Zola et HYDRA. Venom et Iron-Spider vont chercher de l'aide au Triskélion tandis que Spider-Man et Fury constatent que le triporteur a été transformé en île d'HYDRA. Nova vient évacuer Fury et donne une arme à impulsion à Spidey qui tente sans succès de sauver le triporteur avec et est battu par Octopus. En revenant à lui, Spidey constate qu'il a été sauvé par un certain Scarlet Spider...
2. Hydra passe à l'attaque - Deuxième partie 
Spider-Man et son nouvel allié Scarlet Spider peu enclin à la collaboration neutralisent des soldats bouffons de HYDRA, avant que Scarlet n'accepte le partenariat avec Spidey et l'emmène dans les égouts. Alors qu'Octopus, désireux de reformer ses Sinister Six, libère les prisonniers du triporteur, Spider-Man et Scarlet Spider découvrent que les super-héros sont maintenus prisonniers à l'extérieur. Après avoir combattu Kraven, les deux Spiders vont libérer Norman et Harry Osborn des griffes d'Octopus, Norman ayant été vacciné du sérum de Bouffon. Ayant transformé ce vaccin en antidote, Spidey et Scarlet guérissent les soldats bouffons avant de libérer brièvement les héros. Les Web-Warriors seuls étant libres vont combattre Octopus et Zola sur l'île d'HYDRA. Après avoir maîtrisé Zola, Spidey et Scarlet battent Octopus puis Kraven tandis qu'Iron-Spider envoie le vaisseau vers l'espace.
3. Deux Spider-Men valent mieux qu'un 
Tandis que Miles Morales aka Spider-Man sauve un hélicoptère dans son univers avant de combattre le Bouffon ailé qui disparaît dans un portail, Spider-Man s'attaque au docteur Octopus et au baron Mordo détenant le Seuil du péril, avant d'affronter le Bouffon ailé, sortant d'un portail. Aidé par le docteur Strange, Spider-Man s'empare de l'artefact, et Strange ouvre un portail permettant à Spidey d'aller chercher Miles chez lui, dans son univers. Revenant dans l'univers original, les deux Spider-Men tentent de battre le Bouffon ailé, qui s'empare du Seuil du péril et commence à détruire la réalité avec. Apprenant de Strange qu'une surtension peut détruire l'artefact, Miles se jette sur le Bouffon ailé, qui avait détruit avant Mordo, et finit par casser le Seuil du péril. Ne pouvant retourner chez lui, Miles dit au revoir à sa mère grâce à Strange et est présenté aux Web-Warriors par Spidey, tandis qu'Octopus et le Bouffon s'allient...
4. Le Vautour 
Spider-Man et ses Web-Warriors patrouillent avant de devoir affronter Batroc, qui s'optimise et donne du fil à retordre à Miles et aux autres, qui le neutralisent. Après quoi, Peter et Miles vont passer la soirée chez Oscorp avec Harry et Norman Osborn, lorsqu'ils sont attaqués par le Vautour en armure. Le vilain se fait bientôt maîtriser par Iron Patriot, qui se fait épauler par les deux Spider-Men, lorsque le docteur Octopus débarque. Au plus fort du combat, Spider-Man et Miles, nommé Kid Arachnid, sont rejoints par Harry en armure Patrioteer. Le Vautour recherche sans succès ses souvenirs dans la banque de données d'Osborn, après quoi Octopus le transforme en arme sans conscience. Finalement, Octopus est vaincu, et avant de s'enfuir, le Vautour révèle qu'un espion menace au SHIELD. Au Triskélion, Spidey s'excuse auprès de Miles pour avoir été surprotecteur, avant de commencer la chasse à la taupe...
5. Une taupe parmi les lézards 
Au Triskélion, Spider-Man participe avec les autres héros de l'académie à une session d'entraînement organisée par Leo Fitz et Jemma Simmons tout en essayant de retrouver la taupe, lorsqu'ils doivent arrêter un robot saboté. Après cela, Spidey et Iron-Spider vont voir Fitz et Simmons qui leur disent que les équipements sont configurés sur place, avant d'arrêter à nouveau un robot maléfique. Soupçonnant Connors d'être la taupe, les Web-Warriors le voient se transformer en Lézard, et alors qu'il est maîtrisé, le Lézard mord Kid Arachnid qui devient un Lézard et fait de même avec Scarlet. Alors que tous les héros deviennent des Lézards, Spidey et Iron-Spider cherchent en vain l'antidote au bureau de Fury, avant de synthétiser avec Fitz et Simmons un antidote. Maintenant seul normal avec Venom et Rhino, Spidey utilise l'aérosol pour guérir tous les agents du Triskélion. Seulement, Octopus et Rhino se sont enfuis, avec Venom...
6. Histoire d'amitié 
Avec le Spider-Jet, Spider-Man et Scarlet Spider se rendent à une base désaffectée d'Octopus, où ils y affrontent Kraven, qui finit par s'emparer de Scarlet et s'envole avec le Spider-Jet, avec Spidey sur ses talons. Ayant débarqué sur l'île d'HYDRA dans l'espace, où le docteur Octopus expérimente sur Venom, Spider-Man libère Scarlet et tous deux combattent Kraven et des bataillons HYDRA, mais se retrouvent soudain projetés dans l'espace. Revenant au vaisseau, les deux Spiders libèrent Venom, un moment déchaîné par les ultrasons avant de redevenir normal. Mais Octopus et le Rhino débarquent et emprisonnent à nouveau Venom. Ayant des remords, Rhino libère Flash sans Venom. Alors que les Web-Warriors allaient partir, ils sont attaqués par un Kraven possédé par Venom, et après un intense combat, Venom revient à Flash. Les Web-Warriors rallient alors le Triskélion avec le jet, et Venom y retrouve tout le monde.
7. Ensablé 
Les Web-Warriors patrouillent lorsque Spider-Man et Iron-Spider interceptent le Vautour qui tout en combattant conduit les deux Spiders jusqu'à une île. Spidey reproche à Iron-Spider d'avoir un avis trop tranché sur les méchants, lorsque les deux héros sont confrontés d'abord à un, puis à deux, puis à plusieurs hommes-sables. Comme les Web-Warriors se rendent compte que ce ne sont que des copies du vrai homme-sable, Iron-Spider repère un phare suspect et y découvre l'homme-sable emprisonné, avant d'être capturé par Octopus, qui va attaquer Spider-Man avec les copies d'homme-sable. Alors que Cho se rend compte que l'homme-sable est innocent, Spidey vient les trouver, et après avoir libéré ses deux acolytes désactive la commande de contrôle des copies d'Octopus. Comme la base explose, Spidey et ses coéquipiers s'enfuient du lieu, et l'homme-sable s'installe au Triskélion comme nouveau membre.
8. L'Anti-Venom 
Spider-Man et l'agent Venom sont amenés à affronter le Scarabée qui optimise son armure HYDRA. Il est finalement arrêté par le Patrioteer, qui pirate son armure. Pendant ce temps, Arnim Zola assigne au docteur Octopus un assistant, Michael Morbius, pour la création d'un nouveau symbiote... Au Triskélion, Spidey présente tous les recoins du lieu au Patrioteer, lorsque Iron Patriot, alias le père de Harry, Norman Osborn débarque, s'inquiétant pour son fils. Finalement, il laisse Spidey s'en occuper. Puis à la suite d'une alarme, Spidey, Venom et Patrioteer vont à une base secrète HYDRA trouver Octopus et Morbius, qui libère le symbiote qui s'attaque à Venom avant de s'unir à Harry, devenant Anti-Venom et attaquant les héros. Iron Patriot débarque dans le combat, et apprenant de Morbius qu'un ionisateur peut vaincre l'Anti-Venom, Spidey l'utilise pour le battre, amenant après Harry et Flash en mauvais état au Triskélion...
9. Douche Froide 
Après que Spider-Man ait traité les demandes de ses coéquipiers et ait passé un coup de fil à sa tante May, une alarme le conduit avec ses Web-Warriors à un centre commercial abandonné, où ils découvrent après quelques péripéties à découvrir une sphère de confinement. Ils y découvrent un certain Morris Bench alias Hydroman qui travaillerait pour Fury, et les Web-Warriors le ramènent à la base. Seulement, Iron-Spider apprend que Hydroman est un vilain, et ce dernier attaque les héros qui se posent en urgence dans le Queens, devant affronter leur ennemi. Spidey envoie Scarlet évacuer tante May, qui ce faisant en apprend plus sur Peter. Après que les Web-Warriors aient mitraillé Hydroman de toiles frigorifiques, tante May décide d'appeler Scarlet Ben Reilly, et Hydroman est finalement vaincu par les toiles spéciales. Mais les Web-Warriors apprennent au Triskélion que le vaisseau transportant Hydroman s'est crashé...
10. La Trahison - Première partie 
Après que Spider-Man ait aidé Connors à déplacer l'arme anti-HYDRA et ait reçu la clé de l'arme, il va rejoindre les autres Web-Warriors à la fête d'anniversaire de tante May, mais non sans avoir affronté Shriek avant. Comme Spidey n'a pas ramené le gâteau, Ben s'en est occupé. Et alors que Peter offre la clé comme cadeau à sa tante, le signal de détresse du Triskélion mobilise les Web-Warriors qui doivent faire face aux nouveaux Sinister Six (Octopus, Electro, Kraven, Rhino, l'Ultimate Bouffon Vert et Hydroman). Après avoir cherché d'autres coéquipiers, Spidey et les autres engagent le combat. Au cours de la bataille, Rhino révèle qu'il n'est pas la taupe, et Spidey et Scarlet vont trouver Octopus en train de dérober l'arme. Après une distraction avec le Bouffon ailé, Octopus révèle à Spidey que son équipe compte un autre membre, et Scarlet s'empare de Spidey, révélant son identité de Peter Parker à Octopus...
11. La Trahison - Deuxième partie 
Spider-Man a été trahi par Scarlet Spider, qui est envoyé par Octopus chercher la clé de l'arme anti-HYDRA chez tante May, tandis qu'Octopus confronte Peter. Scarlet est intercepté par Flash chez tante May tandis que Peter, fou de rage, dégage violemment Octopus et échappe à Hydroman qui enveloppait le Triskélion grâce à l'homme-sable. Octopus et Spidey débarquent chez tante May, et Scarlet finit par donner la clé à Octopus, qui transforme l'île d'HYDRA en île d'Octopus, détruisant tout sur le sillage de Spider-Man. Après que Spidey ait sauvé Flash, il va affronter Octopus et Scarlet. Octopus détenant tante May, Ben, dans un éclair de conscience, la libère, terrasse Octopus et pousse Spidey et sa tante dans un vaisseau de sauvetage qui sera rattrapé par l'homme-sable. Ben envoie l'île d'Octopus se crasher dans l'océan, et Spider-Man et ses Web-Warriors n'arrivent pas à le retrouver, le croyant mort.
12. Madame Web 
Au Triskélion, Spider-Man s'occupe de documents importants tandis que ses amis s'amusent, lorsque Nova débarque avec une boîte à outils. Après avoir examiné le langage Inhumain de la boîte avec Connors, Spidey entraîne Triton à la Cité Inhumaine abandonnée d'Atarog, où ils se retrouvent d'emblée confrontés à des murs piégés que Spidey désactive avec un mètre, avant de détruire des plantes mutantes. Puis ils libèrent Madame Web avant d'affronter un robot géant Mécano, que Spidey contrôle grâce à une flûte. Après que Madame Web ait révélé qu'elle a des dons de voyance et que Fury la protège, les héros sont confrontés à Crossbones et à ses soldats HYDRA. Finalement, Fury est libéré, et grâce entre autres à l'imprévisibilité de Spidey, les héros s'échappent d'Atarog, laissant le Mécano battre les vilains. Et tandis que Fury et Web s'en vont, Spidey et Triton sont ramenés par la famille Inhumaine au Triskélion.
13. Quand les Symbiotes s'en mêlent - Première partie 
Au Triskélion, Spider-Man parle avec MJ au téléphone à propos de Harry, puis accompagne Flash, qui étant rétabli et étant redevenu Venom, s'en va à travers la ville. Mais Morbius intercepte les héros, prélève un échantillon de Venom et s'enfuit. Alors que Flash a du mal à maîtriser Venom, Morbius, assisté par Octopus, élabore un nouveau symbiote basé sur Venom et l'Anti-Venom, lorsque Spidey et Venom débarquent dans le laboratoire. Alors que le combat s'engage, Morbius est transformé en chauve-souris vampire par Octopus, qui lui-même est juste après envahi par le nouveau symbiote. Après que Flash ait laissé s'enfuir Morbius, Spidey met K-O Octopus possédé, mais le symbiote Carnage, prenant forme sans hôte, s'attaque aux deux héros, et Spidey et Venom finissent par le faire exploser grâce à deux perturbateurs soniques. Mais les morceaux de Carnage retombent dans New York, prenant pour hôtes les civils...
14. Quand les Symbiotes s'en mêlent - Deuxième partie  
Après quelques minutes d'inconscience, Spider-Man se révéille à l'appel de détresse de MJ, qui voit la tour d'Oscorp submergé par des Carnage, dont le symbiote original s'est auto-reproduit, envahissant la ville. Spidey va retrouver Captain America, et tous deux, bientôt secondés par la Cape, l'Épée, Poing d'Acier et Venom, affrontent un Hulk possédé par Carnage qui redevient normal peu après. Alors que le combat contre les Carnage fait rage, l'Anti-Venom possédant Harry débarque d'Oscorp, purifiant les hôtes de Carnage puis voulant s'en prendre à Venom. MJ débarque, et Spidey l'envoie alerter les new-yorkais au Daily Bugle, avant d'attirer l'Anti-Venom avec un Venom éreinté vers la ruche, non sans avoir affronté quelques Carnage. Comme l'Anti-Venom a du mal avec le cœur de la ruche, Spidey révèle son identité à Harry, qui se détermine et fait exploser la ruche, sauvant la ville et se réveillant aux-côtés de Peter et Flash.
15. Quand les Symbiotes s'en mêlent - Troisième partie
Spider-Man, Venom et Harry ont sauvé la ville, mais les morceaux de Carnage, rassemblés, forment un symbiote géant, que Spidey et Venom font exploser et retomber sur le lycée de Midtown. Là, ils combattent avec Stan plusieurs micro-Carnage, puis Stan étant parti, Spidey et Venom, rejoints peu après par le Patrioteer, combattent Morbius à travers le lycée. Soudain, les trois héros pénètrent dans une ruche, dans laquelle ils découvrent une MJ devenue la Reine Carnage. Morbius tente de la contrôler, et Spidey et ses coéquipiers sont vaincus. Spidey se réveille prisonnier de Crossbones et de Morbius, Crossbones projettant de tirer les missiles HYDRA de Carnage à travers le monde. Mais la Reine Carnage est libérée du contrôle mental et bat les vilains, avant de s'emparer des trois héros qui lui révèlent leur identité, MJ se libérant ainsi de Carnage. Plus tard, Peter discute avec MJ, avant de rejoindre ses coéquipiers.
16. Les Fragments perdus - Première partie
Alors que Peter et Miles s'amusent, Spider-Cochon, Spider-Chevalier et la mère de Miles apparaissent et disparaissent, puisune pieuvre est battue par Poing d'Acier, qui emmène les deux Spiders chez Fury à K'un Lun, où Strange referme une brèche dimensionnelle. Madame Web révèle aux deux héros que la fracture du Seuil du Péril a fragilisé les réalités, et Spider-Man et Kid Arachnid, avec l'aide d'un fragment du Seuil, arrivent dans un monde où ils sont attaqués par des héros vampires, avant d'être sauvés par Blood Spider, qui leur révèle que le Roi Lézard et ses vampires ont pris le contrôle. Trouvant l'autre fragment et repoussant une attaque du Loup, les trois Spiders s'attaquent en vain au Roi Lézard qui s'empare du fragment, avant un repli. Puis après avoir guéri avec le fragment un Blood Spider mordu, Spidey guérit le Roi Lézard et les autres humains avec une arme à ultraviolet, avant de fuir avec Miles le Loup Araignée...
17. Les Fragments perdus - Deuxième partie
Avec deux fragments en leur possession, Spider-Man et Kid Arachnid atterrissent dans un univers où ils sont attaqués par le capitaine Barbe-en-Toile défendant son trésor. L'ayant battu, Spidey et Kid Arachnid trouvent le troisième fragment dans le coffre, avant de se rendre à l'équipage mutiné de Barbe-en-Toile. Finalement, Barbe-en-Toile se réconcilie avec son équipage et ils viennent tous ensemble à bout d'une pieuvre géante menaçante. Avec le troisième fragment, Spidey et Kid Arachnid débarquent dans un monde de far-west, où ils fuient avec le cow-boy Webslinger le shérif Doc Ock Holiday et son Cavalier Fantôme. Spidey et Kid Arachnid sont faits prisonniers puis sont libérés par Webslinger qui veut à nouveau s'enfuir, mais revient finalement. Spidey bat Ock Holiday et lui prend son fragment, libérant ainsi le Cavalier Fantôme qui s'avère être l'ancien shérif Ben Parker. Après quoi, Spidey et Kid Arachnid partent...
18. Les Fragments perdus - Troisième partie
Spider-Man et Kid Arachnid débarquent dans le monde du New York des années 1930 et se retrouvent en pleine guerre des gangs entre celui de Hammerhead et celui de Mr. Fixit, avant d'être sauvés par le Spider-Man Noir. À un moment, Martin Li donne une arme alimentée par un fragment à son chef Hammerhead puis une fois les gangs vaincus par les Spiders s'empare du fragment, devenant Mr. Negative et pétrifiant ses ennemis. Ayant battu en retraite chez le Spider-Man Noir avec Fixit, Spidey et Miles doivent l'empêcher de combattre Fixit à qui il reproche la mort de MJ. Et après que Miles ait été pétrifié, Fixit dit au Spider-Man Noir que MJ est morte en l'aidant à sauver des gens d'un immeuble fragilisé par Hammerhead. Les deux Spiders et Fixit attirent avec un dirigeable Mr. Negative dans un cinéma, où ils finissent par le dépouiller du fragment et à ramener le monde à la normale. Après quoi, Spidey et Kid Arachnid s'en vont...
19. Les Fragments perdus - Quatrième partie
Spider-Man et Kid Arachnid débarquent dans l'univers de Miles et aident une Spider-Woman à fuir des robots de police du commandant Stacy. Dans les égouts, Gwen Stacy alias Spider-Woman révèle avoir repris le flambeau grâce à de la technologie, cachant la vérité à son père. Du Nid de l'Araignée de la tante May de cet univers, les trois Spiders vont au poste de police, où Gwen distrait son père et Spidey et Miles trouvent le fragment, avant de battre Wolf Spider qui tenait en otage la mère de Miles qui a été ligotée et bâillonnée . Le Seuil du Péril reformé, les trois Spiders fuient chez Miles, mais Wolf Spider, s'avérant être un Peter Parker maléfique, les trouve et vole l'artefact. Suivi par nos trois Spiders, Wolf Spider les bat, absorbant leurs forces vives, mais Spider-Man, étant le centre des réalités, le bat, libérant tous les Spiders. Au retour, le commandant Stacy dit à Gwen savoir la vérité, puis Spidey revient, avec Miles et sa mère, dans son univers, où Fury l'attend.
20. Un Halloween plus vrai que nature
En pleine chasse aux bonbons pour Halloween, Spider-Man se retrouve confronté à des enfants transformés en vraies incarnations de leurs déguisements. Il va alors trouver Strange qui lui révèle que le problème est à l'échelle quantique, ce qui les amène à trouver Ant-Man, transformé en fourmi, mais guéri par un sortilège de Strange. Les héros vont alors dans la réalité quantique trouver le baron Mordo, qui les affronte à travers des illusions de Dormammu, Ultron et Octopus. Comprenant que le pouvoir de Mordo provient de la réalité quantique, Spidey et ses coéquipiers le ramènent dans le monde réel, mais Mordo commence à détruire tout avec ses monstres. Comprenant que tout ceci vient de l'imagination, Spidey se sert de l'Œil d'Agamotto de Strange pour vaincre Mordo et ramener New York à la normale. Après quoi, Spidey et ses coéquipiers vont à la chasse aux bonbons chez Nova, avec un lapin géant.
21. Les Anti-Araignées - Première partie
Peter et MJ se promènent dans Central Park lorsqu'ils sont attaqués par un clone de Spider-Man qui essaie sans succès de les vider de leur force vitale, avant de s'enfuir. Spider-Man et MJ le suivent et découvrent une base secrète révélant un projet nommé Kaine, visant à dupliquer l'ADN Spider. Soudain, Kaine, le clone, revient et transforme d'autres synthézoïdes à son image, et Spidey, aux-côtés de MJ devenue Ultimate Spider-Woman grâce à Carnage, battent leurs ennemis et tombent sur une nouvelle base secrète, découvrant que tout ceci est l'œuvre d'Octopus. Combattant à nouveau Kaine, Spidey et Spider-Woman sont sauvés par Scarlet Spider, venu là pour connaître ses origines. Les trois Spiders trouvent finalement Octopus après avoir combattu des clones de Scarlet, et Octopus révèle à Ben que le secret de ses origines se trouve à l'île d'HYDRA. Scarlet emmène alors Octopus dans un sous-marin, suivi par Spidey...
22. Les Anti-Araignées - Deuxième partie
Après avoir combattus plusieurs octobots sous-marins, Spider-Man, Scarlet Spider et le docteur Octopus pénètrent dans l'île d'HYDRA submergée, où Octopus sauve les Spiders à plusieurs reprises. Puis trois synthézoïdes Spiders Delta-9 apparaissent, affrontant Spidey, Scarlet et Octopus, tandis que MJ en Spider-Woman demande de l'aide aux autres Web-Warriors au Triskélion. Comme Ben s'aperçoit que les Delta-9 le rendent colérique, Octopus lui révèle qu'il est censé être leur chef, car lui-même est un synthézoïde, avec beaucoup trop d'ADN de Spider-Man. Durant le combat, Octopus s'éclipse un moment pour changer d'apparence puis enferme les Delta-9 en cages avant de passer un message à Zola et de partir. Après cela, l'île d'HYDRA est réactivée par Zola, et Spidey, aidé de Scarlet prenant le contrôle des Delta-9 et des Web-Warriors, bat Zola, replongeant l'île sous les eaux et partant avec son équipe...
23. Les Anti-Araignées - Troisième partie
Spider-Man et ses Web-Warriors débarquent au Triskélion et les Delta-9 combattent les autres recrues, mais Scarlet Spider les rappelle. Connors met les Delta-9 en recharge et Scarlet provoque de nombreux doutes, lorsque tout le monde va découvrir que certains héros ont été vidés de leurs forces, et que les systèmes de sécurité ont été détruits. Scarlet s'enferme pour prouver son innocence, et les héros patrouillant trouvent Kid Arachnid dans le coma. Après que Spidey et les autres aient constaté que Scarlet a disparu, ils trouvent Kaine et le combattent. Après que Scarlet ait tenté de surcharger Kaine avec un transmetteur d'énergie, Spidey et les autres vont libérer les Delta-9 qui, commandés par Kaine, se retournent contre eux. Le combat entre les Web-Warriors et Kaine, qui fusionne à un moment avec les Delta-9, fait rage. Alors que Kaine absorbe Scarlet, Venom va donner le transmetteur d'énergie à Scarlet, et Kaine est enfin détruit.
24. Conversation lunaire
Gardant le Saint des Saints de Strange pour Noël, Spider-Man sauve une petite fille des griffes d'un certain Moon Knight, et la met à l'abri. La petite Francie révèle être orpheline puis s'amuse avec Spidey avant de découvrir dans une salle proscrite le casque de Mystério, un ancien vilain qui a mystérieusement disparu après un combat contre Spidey. Seulement, Francie, s'avérant être une adolescente, endosse le costume de son père Mystério pour le venger. Spidey combat alors des illusions, puis est aidé par Moon Knight lorsque Francie, perdant le contrôle du casque, disparaît et réapparaît dehors. Spidey et Moon Knight la combattent jusqu'à ce que Moon Knight lui plante une baguette mystique dans le casque, y envoyant Spider-Man qui retrouve Francie et Quentin Beck qui avoue s'être allié jadis à Dormammu. Finalement, Spidey ramène les deux Mystérios dans le monde réel, les invitant à un dîner avec sa tante.
25. La Remise des diplômes - Première partie
Peter se lève de bon matin pour aller à la remise des diplômes de l'académie du SHIELD lorsqu'il trouve chez lui Octopus, le menaçant de tuer sa tante May s'il remet son masque de Spider-Man. Alors, après avoir mis sa tante en sécurité, Spidey organise ses coéquipiers pour attaquer Octopus sur tous les fronts. Ralliant sa première équipe, il bat le Scropion et Crossbones, transformé en Lézard par son acolyte. Ensuite, il vient à bout de Kraven et du Vautour avec les New Warriors. Enfin, Spidey vainc le Rhino avec les Web-Warriors avant d'électrocuter Octopus. Alors que Spidey passe avec sa tante devant les prisonniers du Triskélion, Octopus se révélant protégé des attaques électriques, se libère avec ses acolytes, formant les Suprêmes Sinister Six et menaçant tante May. Peter accepte qu'Octopus lui injecte un sérum lui faisant perdre ses pouvoirs, puis le vilain enferme les héros présents dans un dôme de lumière solide...
26. La Remise des diplômes - Deuxième partie
Peter ayant perdu ses pouvoirs, les Sinister Six s'en vont. Tante May offre à Peter ses premiers lance-toiles, et ce dernier se rend en jetpack chez Oscorp, non sans avoir évincé le Vautour. Avec Norman qui lui dit connaître son identité, Peter retrouve dans un laboratoire l'araignée radioactive qui le pique à nouveau. Mais après un face-à-face avec les Sinister Six, Peter se rend compte qu'il est immunisé contre le venin d'araignée, et synthétise à l'aide de son ADN unique un sérum, alors qu'Oscorp est détruit. Ayant recouvré ses pouvoirs, Spidey guérit le Vautour, puis Crossbones et le Rhino. Voulant être respecté, Octopus se transforme en pieuvre géante, mais Spidey le guérit et finalement, Octopus vient l'aider à détruire le dôme, libérant tous les héros. Spidey est diplômé et Venom et Scarlet deviennent instructeurs du SHIELD. Puis Spidey arrête le Piégeur et est félictité par Fury, avant d'aller arrêter un braquage le soir venu.